# Temporada 2023 de Fórmula 1
La temporada 2023 de Fórmula 1 fue la 74.ª temporada del Campeonato Mundial de Fórmula 1 de la historia. Fue organizada por la Federación Internacional del Automóvil (FIA).
Red Bull Racing logró su sexto título de constructores en el Gran Premio de Japón, mientras que Max Verstappen ganó su tercer mundial de pilotos en la carrera sprint del Gran Premio de Catar.

## Escuderías y pilotos
Los siguientes constructores y pilotos estuvieron bajo contrato para competir en el Campeonato Mundial de 2023. Todos los equipos compitieron con neumáticos suministrados por la empresa Pirelli.
| Escudería                                        | Chasis              | Chasis | Motor               | Neu. | N.º | Pilotos          | Siglas | Rondas       | Pilotos de pruebas               |
| ------------------------------------------------ | ------------------- | ------ | ------------------- | ---- | --- | ---------------- | ------ | ------------ | -------------------------------- |
| Oracle Red Bull Racing                           | Red Bull            | RB19   | Honda RBPTH001      | P    | 1   | Max Verstappen   | VER    | Todas        | Jake Dennis Isack Hadjar         |
| Oracle Red Bull Racing                           | Red Bull            | RB19   | Honda RBPTH001      | P    | 11  | Sergio Pérez     | PER    | Todas        | Jake Dennis Isack Hadjar         |
| Scuderia Ferrari                                 | Ferrari             | SF-23  | Ferrari 066/10      | P    | 16  | Charles Leclerc  | LEC    | Todas        | Robert Shwartzman                |
| Scuderia Ferrari                                 | Ferrari             | SF-23  | Ferrari 066/10      | P    | 55  | Carlos Sainz Jr. | SAI    | Todas        | Robert Shwartzman                |
| Mercedes-AMG PETRONAS Formula One Team           | Mercedes            | W14    | Mercedes-AMG F1 M14 | P    | 44  | Lewis Hamilton   | HAM    | Todas        | Frederik Vesti                   |
| Mercedes-AMG PETRONAS Formula One Team           | Mercedes            | W14    | Mercedes-AMG F1 M14 | P    | 63  | George Russell   | RUS    | Todas        | Frederik Vesti                   |
| BWT Alpine F1 Team                               | Alpine              | A523   | Renault E-Tech RE23 | P    | 10  | Pierre Gasly     | GAS    | Todas        | Jack Doohan                      |
| BWT Alpine F1 Team                               | Alpine              | A523   | Renault E-Tech RE23 | P    | 31  | Esteban Ocon     | OCO    | Todas        | Jack Doohan                      |
| McLaren Formula 1 Team                           | McLaren             | MCL60  | Mercedes-AMG F1 M14 | P    | 4   | Lando Norris     | NOR    | Todas        | Patricio O'Ward                  |
| McLaren Formula 1 Team                           | McLaren             | MCL60  | Mercedes-AMG F1 M14 | P    | 81  | Oscar Piastri    | PIA    | Todas        | Patricio O'Ward                  |
| Alfa Romeo F1 Team Stake Alfa Romeo F1 Team Kick | Alfa Romeo          | C43    | Ferrari 066/10      | P    | 24  | Guanyu Zhou      | ZHO    | Todas        | Théo Pourchaire                  |
| Alfa Romeo F1 Team Stake Alfa Romeo F1 Team Kick | Alfa Romeo          | C43    | Ferrari 066/10      | P    | 77  | Valtteri Bottas  | BOT    | Todas        | Théo Pourchaire                  |
| Aston Martin Aramco Cognizant Formula One Team   | Aston Martin Aramco | AMR23  | Mercedes-AMG F1 M14 | P    | 14  | Fernando Alonso  | ALO    | Todas        | Felipe Drugovich                 |
| Aston Martin Aramco Cognizant Formula One Team   | Aston Martin Aramco | AMR23  | Mercedes-AMG F1 M14 | P    | 18  | Lance Stroll     | STR    | Todas        | Felipe Drugovich                 |
| MoneyGram Haas F1 Team                           | Haas                | VF-23  | Ferrari 066/10      | P    | 20  | Kevin Magnussen  | MAG    | Todas        | Oliver Bearman Pietro Fittipaldi |
| MoneyGram Haas F1 Team                           | Haas                | VF-23  | Ferrari 066/10      | P    | 27  | Nico Hülkenberg  | HÜL    | Todas        | Oliver Bearman Pietro Fittipaldi |
| Scuderia AlphaTauri                              | AlphaTauri          | AT04   | Honda RBPTH001      | P    | 3   | Daniel Ricciardo | RIC    | 11-12, 18-22 | Isack Hadjar Ayumu Iwasa         |
| Scuderia AlphaTauri                              | AlphaTauri          | AT04   | Honda RBPTH001      | P    | 21  | Nyck de Vries    | DEV    | 1-10         | Isack Hadjar Ayumu Iwasa         |
| Scuderia AlphaTauri                              | AlphaTauri          | AT04   | Honda RBPTH001      | P    | 22  | Yuki Tsunoda     | TSU    | Todas        | Isack Hadjar Ayumu Iwasa         |
| Scuderia AlphaTauri                              | AlphaTauri          | AT04   | Honda RBPTH001      | P    | 40  | Liam Lawson      | LAW    | 13-17        | Isack Hadjar Ayumu Iwasa         |
| Williams Racing                                  | Williams            | FW45   | Mercedes-AMG F1 M14 | P    | 2   | Logan Sargeant   | SAR    | Todas        | Zak O'Sullivan Franco Colapinto  |
| Williams Racing                                  | Williams            | FW45   | Mercedes-AMG F1 M14 | P    | 23  | Alexander Albon  | ALB    | Todas        | Zak O'Sullivan Franco Colapinto  |
| Fuentes:                                         |                     |        |                     |      |     |                  |        |              |                                  |

### Cambios de Grandes Premios
- Originalmente en el calendario figuraba el Gran Premio de Rusia, y estuvo previsto que se corriera en el circuito Igora Drive en sustitución de Sochi.[39] Sin embargo, debido a la invasión rusa de Ucrania de 2022, la F1 decidió rescindir el contrato del Gran Premio y no se disputará.[40]
- El 30 de marzo de 2022, se anunció el regreso después de 41 años del Gran Premio de Las Vegas a la Fórmula 1. Será una carrera nocturna que se correrá en el circuito callejero de Las Vegas.[41]
- El Gran Premio de Catar volverá con un contrato de 10 años a la categoría tras correrse en 2021 y no haberse celebrado en 2022.[42]
- El Gran Premio de China estaba programado para regresar al calendario, luego de haberse celebrado por última vez en 2019.[43] Finalmente el 2 de diciembre de 2022, fue anunciada la cancelación de la carrera por las restricciones del país debido a la pandemia de COVID-19.[44]
- El Gran Premio de Emilia-Romaña fue cancelado el 17 de mayo, 5 días antes de la carrera, debido a las fuertes lluvias e inundaciones que tuvieron lugar en la región.[45]
- El Gran Premio de Francia no estará en el calendario de 2023, aunque los promotores del Gran Premio declararon que buscarían un acuerdo de carreras rotativas al compartir su lugar con otros Grandes Premios.[46]
- Los Grandes Premios de Azerbaiyán, Austria, Bélgica, Catar, Estados Unidos y São Paulo se disputarán bajo el formato sprint.[47]

### Cambios de pilotos

#### En pretemporada
- Sebastian Vettel anunció su retiro de la Fórmula 1 al finalizar la temporada 2022.[48] Fernando Alonso dejó Alpine para sustituirlo en Aston Martin.[24]
- McLaren anunció que al finalizar la temporada 2022 Daniel Ricciardo dejará el equipo tras dos temporadas.[49] Oscar Piastri, campeón de la Fórmula 3 2020 y Fórmula 2 2021, lo sustituirá en el equipo.[19]
- Nicholas Latifi abandonará Williams al acabar la temporada 2022.[50]
- Pierre Gasly a pesar de tener contrato hasta 2023 con AlphaTauri, se unirá al equipo francés Alpine.[15] El piloto neerlandés Nyck de Vries, ocupará su lugar en AlphaTauri.[31]
- Nico Hülkenberg será nuevo piloto de Haas F1 Team en sustitución de su compatriota Mick Schumacher,[28] quien abandonó el equipo al finalizar la temporada 2022.[51]
- Logan Sargeant, cuarto en la Fórmula 2 2022, ocupará el asiento que dejó libre Nicholas Latifi en Williams Racing.[35]

#### En temporada
- Nyck de Vries, tras el Gran Premio de Gran Bretaña y diez Grandes Premios disputados, obtuvo resultados por debajo de las expectativas, y fue despedido de forma inmediata para colocar al piloto reserva de Red Bull Racing, Daniel Ricciardo, como sustituto permanente a partir del Gran Premio de Hungría hasta el final de la temporada 2023.[30]
- El neozelandés Liam Lawson sustituye a Ricciardo en Países Bajos luego de que el australiano sufriera un accidente en la segunda sesión libre, debutando absolutamente en la F1.[33]

### Cambios de escuderías

#### En pretemporada
- Haas agregó a la empresa monetaria MoneyGram como patrocinador principal y pasará a llamarse «MoneyGram Haas F1 Team».[52]
- El casino online Stake.com se unió a Alfa Romeo como patrocinador principal, haciendo que la escudería pase a llamarse «Alfa Romeo F1 Team Stake».[53]

#### En temporada
- La plataforma de streaming Kick fue patrocinador principal de Alfa Romeo en Australia, España, Bélgica y Catar.[54]

## Calendario de presentaciones
El calendario de presentaciones para la temporada 2023 fue el siguiente:
| Escudería    | Chasis | Imagen | Fecha         | Lugar       |
| ------------ | ------ | ------ | ------------- | ----------- |
| Haas         | VF-23  |        | 31 de enero   | En línea    |
| Red Bull     | RB19   |        | 3 de febrero  | Nueva York  |
| Williams     | FW45   |        | 6 de febrero  | En línea    |
| Alfa Romeo   | C43    |        | 7 de febrero  | Zúrich      |
| AlphaTauri   | AT04   |        | 11 de febrero | Nueva York  |
| Aston Martin | AMR23  |        | 13 de febrero | Silverstone |
| McLaren      | MCL60  |        | 13 de febrero | Woking      |
| Ferrari      | SF-23  |        | 14 de febrero | Imola       |
| Mercedes     | W14    |        | 15 de febrero | Silverstone |
| Alpine       | A523   |        | 16 de febrero | Londres     |

## Entrenamientos

### Pretemporada
Las pruebas de pretemporada que se han confirmado se disputaron del 23 al 25 de febrero de 2023 en el circuito Internacional de Baréin, Sakhir (Baréin).
| Circuito                                            | Mapa del circuito    | Resultados    | Resultados | Resultados     | Resultados          | Resultados  | Resultados   | Resultados | Resultados |
| --------------------------------------------------- | -------------------- | ------------- | ---------- | -------------- | ------------------- | ----------- | ------------ | ---------- | ---------- |
| Circuito Internacional de Baréin Longitud: 5,412 km |                      | Fecha         | Fecha      | N.º            | Piloto              | Constructor | Mejor tiempo | Neu.       | Vueltas    |
| Circuito Internacional de Baréin Longitud: 5,412 km | Día 1                | 23 de febrero | 1          | Max Verstappen | Red Bull-Honda RBPT | 1:32.837    | S            | 157        |            |
| Circuito Internacional de Baréin Longitud: 5,412 km | Día 2                | 24 de febrero | 24         | Guanyu Zhou    | Alfa Romeo-Ferrari  | 1:31.610    | M            | 132        |            |
| Circuito Internacional de Baréin Longitud: 5,412 km | Día 3                | 25 de febrero | 11         | Sergio Pérez   | Red Bull-Honda RBPT | 1:30.305    | S            | 133        |            |
| Circuito Internacional de Baréin Longitud: 5,412 km | Resultados completos |               |            |                |                     |             |              |            |            |

### Postemporada
| Circuito                               | Mapa del circuito | Resultados | Resultados   | Resultados     | Resultados  | Resultados   | Resultados | Resultados |
| -------------------------------------- | ----------------- | ---------- | ------------ | -------------- | ----------- | ------------ | ---------- | ---------- |
| Circuito Yas Marina Longitud: 5,281 km |                   | Fecha      | N.º          | Piloto         | Constructor | Mejor tiempo | Neu.       | Vueltas    |
| Circuito Yas Marina Longitud: 5,281 km | 28 de noviembre   | 31         | Esteban Ocon | Alpine-Renault | 1:24.393    | S            | 110        |            |

## Calendario

Los países que acogerán un Gran Premio esta temporada están coloreados de verde con la ubicación del circuito señalada con un punto negro; los países que han acogido alguna vez un Gran Premio están coloreados de gris oscuro.

El calendario 2023 comprende veintitrés Grandes Premios. Los Grandes Premios de Azerbaiyán, Austria, Bélgica, Catar, Estados Unidos y São Paulo cuentan con el formato sprint.
| Ronda               | Gran Premio                        | Circuito                                        | Fecha            |
| ------------------- | ---------------------------------- | ----------------------------------------------- | ---------------- |
| 1                   | Gran Premio de Baréin              | Circuito Internacional de Baréin, Sakhir        | 5 de marzo       |
| 2                   | Gran Premio de Arabia Saudita      | Circuito de la Corniche de Yeda, Yeda           | 19 de marzo      |
| 3                   | Gran Premio de Australia           | Circuito de Albert Park, Melbourne              | 2 de abril       |
| 4                   | Gran Premio de Azerbaiyán          | Circuito callejero de Bakú, Bakú                | 30 de abril      |
| 5                   | Gran Premio de Miami               | Autódromo Internacional de Miami, Miami Gardens | 7 de mayo        |
| 6                   | Gran Premio de Mónaco              | Circuito de Mónaco, Montecarlo                  | 28 de mayo       |
| 7                   | Gran Premio de España              | Circuito de Barcelona-Cataluña, Montmeló        | 4 de junio       |
| 8                   | Gran Premio de Canadá              | Circuito Gilles Villeneuve, Montreal            | 18 de junio      |
| 9                   | Gran Premio de Austria             | Red Bull Ring, Spielberg                        | 2 de julio       |
| 10                  | Gran Premio de Gran Bretaña        | Circuito de Silverstone, Silverstone            | 9 de julio       |
| 11                  | Gran Premio de Hungría             | Hungaroring, Mogyoród                           | 23 de julio      |
| 12                  | Gran Premio de Bélgica             | Circuito de Spa-Francorchamps, Spa              | 30 de julio      |
| 13                  | Gran Premio de los Países Bajos    | Circuito de Zandvoort, Zandvoort                | 27 de agosto     |
| 14                  | Gran Premio de Italia              | Autodromo Nazionale di Monza, Monza             | 3 de septiembre  |
| 15                  | Gran Premio de Singapur            | Circuito callejero de Marina Bay, Marina Bay    | 17 de septiembre |
| 16                  | Gran Premio de Japón               | Circuito de Suzuka, Suzuka                      | 24 de septiembre |
| 17                  | Gran Premio de Catar               | Circuito Internacional de Losail, Lusail        | 8 de octubre     |
| 18                  | Gran Premio de los Estados Unidos  | Circuito de las Américas, Austin                | 22 de octubre    |
| 19                  | Gran Premio de la Ciudad de México | Autódromo Hermanos Rodríguez, Ciudad de México  | 29 de octubre    |
| 20                  | Gran Premio de São Paulo           | Autódromo José Carlos Pace, São Paulo           | 5 de noviembre   |
| 21                  | Gran Premio de Las Vegas           | Circuito callejero de Las Vegas, Las Vegas      | 18 de noviembre  |
| 22                  | Gran Premio de Abu Dabi            | Circuito Yas Marina, Isla Yas                   | 26 de noviembre  |
| Carreras canceladas |                                    |                                                 |                  |
|                     | Gran Premio de China               | Circuito Internacional de Shanghái, Shanghái    | 16 de abril      |
|                     | Gran Premio de Emilia-Romaña       | Autódromo Enzo e Dino Ferrari, Imola            | 21 de mayo       |
| Fuente:             |                                    |                                                 |                  |

## Neumáticos
| Nombre del compuesto | Color | Color | Banda de rodadura | Condiciones de circulación | Adherencia | Durabilidad |
| -------------------- | ----- | ----- | ----------------- | -------------------------- | ---------- | ----------- |
| Duro                 | H     |       | Liso              | Seco                       | Baja       | Alta        |
| Medio                | M     |       | Liso              | Seco                       | Media      | Media       |
| Blando               | S     |       | Liso              | Seco                       | Alta       | Baja        |
| Intermedio           | I     |       | Canales           | Mojado                     |            |             |
| De lluvia            | W     |       | Canales           | Mojado                     |            |             |

| Identificador | Adherencia | Durabilidad |
| ------------- | ---------- | ----------- |
| C0            | 1 de 6     | 6 de 6      |
| C1            | 2 de 6     | 5 de 6      |
| C2            | 3 de 6     | 4 de 6      |
| C3            | 4 de 6     | 3 de 6      |
| C4            | 5 de 6     | 2 de 6      |
| C5            | 6 de 6     | 1 de 6      |

Para la temporada 2023 se añade un nuevo compuesto de seco, C1, quedando el C1 de la temporada 2022 renombrado como C0.

### Neumáticos de seco por carrera
| Compuesto | BHR | ARA | AUS | AZE | MIA | MON | ESP | CAN | AUT | GBR | HUN | BEL | NED | ITA | SIN | JPN | QAT | USA | MEX | SÃO | LVG | ABU |
| --------- | --- | --- | --- | --- | --- | --- | --- | --- | --- | --- | --- | --- | --- | --- | --- | --- | --- | --- | --- | --- | --- | --- |
| Duro      | C1  | C2  | C2  | C3  | C2  | C3  | C1  | C3  | C3  | C1  | C3  | C2  | C1  | C3  | C3  | C1  | C1  | C2  | C3  | C2  | C3  | C3  |
| Medio     | C2  | C3  | C3  | C4  | C3  | C4  | C2  | C4  | C4  | C2  | C4  | C3  | C2  | C4  | C4  | C2  | C2  | C3  | C4  | C3  | C4  | C4  |
| Blando    | C3  | C4  | C4  | C5  | C4  | C5  | C3  | C5  | C5  | C3  | C5  | C4  | C3  | C5  | C5  | C3  | C3  | C4  | C5  | C4  | C5  | C5  |

## Resumen

### Inicio árabe
La temporada empezó en Baréin con solo tres pilotos retirados, debido a problemas mecánicos: el problema eléctrico que sufrió Oscar Piastri incluso cambiando de volante, la muerte de motor de Charles Leclerc, que iba tercero a mitad de carrera, y Esteban Ocon volviendo al garaje por una falla sin informar. Red Bull empezó ganando con 1-2 en Baréin y tuvo que invertir sus pilotos en Arabia Saudita, abandonando Alexander Albon y Lance Stroll debido a problemas mecánicos. Sin embargo, la escudería Aston Martin hizo una apelación tras una sanción a su piloto Fernando Alonso al terminar la carrera y la FIA revocó la penalización, otorgándole el podio número 100 al piloto español.

### Australia: colisiones, accidentes y reventada de motor
En Australia, surgieron los problemas: auto de seguridad tras caer un Ferrari pilotado por Charles Leclerc, seguido de una bandera roja por el accidente de Alexander Albon, una reventada de motor de George Russell que activó VSC (auto de seguridad virtual), una segunda bandera roja tras perder la rueda del auto de Kevin Magnussen y un reinicio que terminó en una devastadora colisión múltiple en la vuelta 57, a solo dos vueltas de terminar la carrera, en donde dejó 4 pilotos eliminados, siendo Nick De Vries y Logan Sargeant que terminaron entrando a la grava sin salir de ella, y un choque entre los dos Alpine a mitad del caos y posterior bandera roja tras el choque sin daños mayores entre Carlos Sainz Jr. y Fernando Alonso. Dicha carrera terminó con el mayor número de banderas rojas, con tres.

### Azerbaiyán y Miami
En Azerbaiyán, la situación se relajó un poco, excepto que Nick De Vries chocó contra la punta de la pared, lo que provocó la rotura de suspensión, Guanyu Zhou volvió al garaje por sobrecalentamiento y Esteban Ocon fue llamado a los pits a metros de terminar la carrera ganando Sergio Pérez y Max Verstappen, el 1-2 de Red Bull.
Una semana después, Miami confirmó su carrera, pero cayó un Ferrari en la segunda práctica y posterior clasificación, debido al choque de Charles Leclerc contra la pared tras el despiste y trompo, respectivamente. Ambos choques generaron la bandera roja, y se tuvo que abortar la clasificación, por falta de tiempo. Red Bull tuvo que invertir sus pilotos de nuevo ganando Max Verstappen su primera victoria de las 10 concecutivas.

### Temporada europea 1
La carrera de Imola se tuvo que cancelar, debido a malas condiciones climatológicas y posterior inundación. Las malas condiciones climatológicas también ocurrió con Mónaco, pero fue a mitad de carrera, pero la lluvia paró, y el Alpine de Esteban Ocon terminó tercero, siendo superado por Alonso y Verstappen. Los dos Mercedes tuvieron podio en España a la semana siguiente.

### Canadá: lluvias en clasificación y despiste en carrera
En la clasificación de Canadá, Guanyu Zhou tuvo un problema mecánico, lo que costó su eliminación, generando la bandera roja. Sin embargo, pudo encender el motor y volver al garaje. Alexander Albon iba a iniciar la clasificación, pero cayó un McLaren, debido a que Oscar Piastri tras completar la vuelta chocó contra la pared, lo que se originó la bandera roja. Como consecuencia, y debido a las lluvias torrenciales que impidieron continuar la clasificación incluso con las ruedas de lluvia extrema, Max Verstappen consigue la pole position. Posteriormente, en la carrera, a pesar de que casi cae un Mercedes, debido a la maniobra accidentada de George Russell, se tuvo que retirar dicho piloto por frenos calientes, Logan Sargeant abandona por una fuga de aceite, y un choque y posterior despiste de Alexander Albon y Nick de Vries que dejó a ambos saliendo de la pista, no impidió que Max Verstappen ganara su victoria número 41 e igualó el récord del brasileño Ayrton Senna, dejando a Red Bull su victoria N.º 100 de constructores.

### Temporada europea 2
Austria tuvo un festival de límites de pista que la FIA no detectó a tiempo las 1200 salidas de los vehículos de la pista. Eso no impidió que Max Verstappen ganara su victoria N.º 5 de manera consecutiva. La mala racha de Alpine que dejó a Esteban Ocon 30 segundos penalizado por límites de pista no termina aquí, porque también, en Silverstone Esteban Ocon entró al garaje debido a una fuga de aceite, Pierre Gasly también entró tras haber chocado por Lance Stroll, y en Hungría, chocaron los dos Alpine de nuevo por culpa de Zhou que causó la colisión en cadena impactando contra Daniel Ricciardo, este a Ocon y ese último a Pierre Gasly.
Haas tuvo sus peores rachas en Austria y Silverstone, debido al motor de Nico Hülkenberg fundido en Austria, y a que Kevin Magnussen reventara motor en Gran Bretaña. La reventada de motor en Silverstone perjudicó al equipo Ferrari y a los equipos que llevan el motor Ferrari, lo cual Carlos Sainz Jr. y Charles Leclerc perdieron 2 puestos durante sus paradas de boxes. Nyck De Vries fue despedido tras el Gran Premio en Silverstone, siendo reemplazado por Daniel Ricciardo.
El orden de carrera no cambió para Verstappen y Norris, ya que ambos ganaron la carrera en Silverstone, seguido de Hamilton, y posteriormente seguido de Sergio Pérez en Hungría. La anécdota de la celebración se da en Hungría cuando Norris abre con un golpe en la tarima la champaña, tirando al piso el trofeo de porcelana de Max Verstappen que se le rompe su base y su copete. El Gran Premio de Bélgica volvió a hacer el 1-2 de Red Bull, seguido de un Ferrari pilotado por Charles Leclerc.
Durante la segunda sesión de entrenamientos libres de los Países Bajos, en el momento en que Oscar Piastri sufrió la colisión contra la pared, Daniel Ricciardo también chocó contra la pared en vez de chocar contra Piastri y sufrió una fractura de mano que lo obligó a perderse parte del Gran Premio. Su reemplazante fue Liam Lawson y debutó absolutamente en la Fórmula 1. En la carrera, las malas condiciones climatológicas se hicieron presentes: Algunos pilotos iban a elegir ruedas de lluvia extrema cuando empezó la segunda lluvia, pero los planes fueron frustrados debido a varias salidas de pista, la activación del VSC tras la colisión de Guanyu Zhou contra la pared y una bandera roja que duró 45 minutos debido a la lluvia torrencial, tiempo suficiente para que parte del personal de control de carrera bailara con la música electrónica que sonaba en el circuito, con el motivo de no aburrir al público presente. Después de reiniciar la carrera con auto de seguridad desde los boxes, Max Verstappen ganó la carrera, seguido de Fernando Alonso y, a pesar de que Pérez llegó tercero, la sanción de 5 segundos por exceder la velocidad en los pits llevó a Pierre Gasly a ocupar ese lugar.
Monza cerró la temporada europea del año con Yuki Tsunoda que no pudo iniciar su carrera debido a un problema en la unidad de potencia de su monoplaza. La carrera se ajustó a 51 vueltas en vez de las habituales de 53 y se abortó el inicio de carrera debido a esa falla mecánica. Además, Carlos Sainz Jr. planeó la idea de arruinar la racha de victorias consecutivas a Max Verstappen, pero terminó tercero en Italia.

### Problemas de Red Bull en Singapur y polémicas en Japón
En Singapur, Lance Stroll no participó de la carrera debido a un fuerte accidente que sufrió durante la sesión clasificatoria y por los daños que sufrió su monoplaza en dicho incidente. Eso no termina aquí, ya que en la carrera, Yuki cayó tras un choque contra Sergio Pérez, Max Verstappen no logra conseguir el liderato tras sus fallidas prácticas y clasificación, Logan Sargeant chocó contra la pared, pero pudo reparar su auto, lo que llamó al auto de seguridad, Esteban Ocon vio que su auto se estaba sobrecalentando y lo obligó a perder la carrera activando VSC debido al humo proveniente de la caja de cambios que sale de las ruedas, el abandono de Valteri Bottas por un problema mecánico, la colisión final de George Russell contra la pared y el poleman Carlos Sainz Jr. pudo ganar la carrera metros después de dicha colisión, rompiendo la racha de 10 victorias consecutivas a Max Verstappen.
Suzuka fue el gran premio más polémico tras el doble abandono de Sergio Pérez. Además, es el más accidentado desde el inicio de la carrera, dejando 5 eliminados, sin contar el doble abandono de Pérez. De los 5, solo Lance Stroll tuvo que volver al garaje debido al alerón dañado, mientras que los cuatro restantes entraron al garaje debido a los daños por colisión. Con la victoria de Verstappen, Red Bull aseguró su sexto título de constructores.

### Catar: una semana de locos
En Catar, la temporada 2022 se tuvo que cancelar, debido a la Copa Mundial de Fútbol. Sin contar con ese mundial, hubo tres autos de seguridad en sprint, debido al trompo de Liam Lawson directo a la grava sin salir de ella, al despiste de Logan Sargeant a la otra parte de la grava sin salir de ella, y a una colisión en sándwich, dejando a Esteban Ocón, Nico Hülkenberg y Sergio Pérez eliminados en el proceso. Sin embargo, Hülkenberg tuvo que volver al garaje para hacer reparaciones para la carrera del domingo, ya que no se reincorpora al sprint. Max Verstappen terminó segundo junto con el 1-3 de McLaren, asegurando al piloto neerlandés su tercer título. Posteriormente, en la carrera, cayó un Mercedes en la primera curva, debido al choque entre ellos mismos, quejándose George Russell tras haber sido impactado por su compañero Lewis Hamilton, que fue el único eliminado en colisión. La carrera estuvo en condiciones irregulares: Fernando Alonso se estaba quemando, Logan Sargeant se tuvo que retirar en la vuelta 40 por un golpe de calor, algunos pilotos se mareaban, otros estuvieron vomitando, algunos no respiraban, lo cual se tuvo que abrir el casco, pero lo volvían a cerrar debido a la tormenta de arena, algunos estaban a punto de desmayar al terminar la carrera, y la FIA estableció 3 paradas obligatorias, fijando una duración máxima de 18 vueltas por rueda. Eso no impidió que Max Verstappen ganara su carrera junto con el 2-3 de McLaren.

### Austin, México y Brasil: irregularidades y momentos tensos
En Austin, EE. UU., Lewis Hamilton y Charles Leclerc finalizaron segundo y sexto respectivamente, pero fueron descalificados por no cumplir el artículo 3.5.9 del reglamento técnico tras detectar irregularidades en las ‘planchas’ de madera en una revisión técnica exhaustiva antes del proceso de desarmado de vehículos. Eso no impidió que Max ganase su carrera junto con Lando Norris y Carlos Sainz Jr.
México tuvo sus momentos tensos: los hinchas de Ferrari y de la energética Red Bull se estaban peleando y fue grabada la pelea por un hincha de Mercedes. Dicha situación obligó a los guardias a expulsar a los hinchas furiosos de los primeros dos equipos involucrados y uno de ellos ya cuenta con una prohibición para siempre. Además, cayó la energética en la primera curva, debido a que Sergio Pérez, en un intento por tomar la punta, impactó contra Charles Leclerc, causando el vuelo al mexicano y destruyendo varias partes a mitad del vuelo. Pérez entró al garaje debido a que se rompieron demasiadas piezas durante el vuelo. Charles Leclerc tuvo que entrar a los pits para reemplazar la pieza dañada ocasionada por el mexicano y se reincorpora después a la carrera. Posteriormente, cayó un Haas, debido a que Kevin Magnussen se le rompió la suspensión y chocó contra la pared, lo que generó la bandera roja, partiendo la carrera en dos. Después de una nueva largada, Max Verstappen, Lewis Hamilton y el accidentado Charles Leclerc en la primera curva de la primera vuelta ganaron la carrera.
Los momentos tensos también llegaron a Brasil: Debido a malas condiciones climatológicas, se originó la bandera roja y posterior aborto de clasificación. En carrera, Charles Leclerc no pudo iniciar su carrera tras su accidente. Una vez iniciada la carrera, una devastadora colisión múltiple dejó a Alexander Albon y Kevin Magnussen eliminados, originandose la bandera roja en tan solo dos vueltas. Adicionalmente, Daniel Ricciardo y Oscar Piastri aprovecharon la bandera roja para hacer reparaciones en el garaje, pero tuvieron que iniciar desde el pitlane. El poleman Max Verstappen logró su victoria número 52 y superó el récord de victorias del francés Alain Prost. Lando Norris terminó segundo, pero Fernando Alonso se estaba enfrentando a Sergio Pérez por ocupar el tercer puesto en las vueltas finales. En la vuelta final, Alonso le arrebató el tercero a Pérez y ganó ese puesto en tan solo 53 milésimas.

### Las Vegas y Abu Dabi: se termina la temporada
En Las Vegas, debido a problemas mecánicos que tuvo Carlos Sainz Jr. por culpa de una tapa de alcantarilla mal sellada, se originó la bandera roja y posterior aborto de práctica para hacer reparaciones en la pista, siendo extendida a 90 minutos la segunda práctica y retrasada su inicio por 2h30m. Posteriormente, en la carrera, cayó un McLaren, debido a que Lando Norris perdió el control del vehículo tras romperse las partes traseras y, en consecuencia, chocar contra la pared de la ruta de escape, lo que llamó al auto de seguridad. Posteriormente, a mitad de carrera, Charles Leclerc y Sergio Pérez se enfrentan por el liderato, sin saber de que ambos pilotos fueron adelantados por Max Verstappen. Los tres primeros ganaron la carrera. Finalmente, Yas Marina cerró la temporada con la última victoria de Max Verstappen, haciendo el donut de la victoria.

## Resultados
| Ronda   | Fecha                       | Gran Premio | Mapa del circuito    | Resultados                  | Resultados       | Resultados                 | Resultados       |
| ------- | --------------------------- | --- | -------------------- | --------------------------- | ---------------- | -------------------------- | ---------------- |
| 1       | 3, 4 y 5 de marzo           | Gran Premio de Baréin Circuito Internacional de Baréin Longitud: 5,412 km Vueltas: 57 Distancia de carrera: 308,238 km Ganador 2022: Charles Leclerc - Ferrari          |                      | Libres 1                    | Sergio Pérez     | Ganador                    | Max Verstappen   |
| 1       | 3, 4 y 5 de marzo           | Gran Premio de Baréin Circuito Internacional de Baréin Longitud: 5,412 km Vueltas: 57 Distancia de carrera: 308,238 km Ganador 2022: Charles Leclerc - Ferrari          | Libres 2             | Fernando Alonso             | 2.º puesto       | Sergio Pérez               |                  |
| 1       | 3, 4 y 5 de marzo           | Gran Premio de Baréin Circuito Internacional de Baréin Longitud: 5,412 km Vueltas: 57 Distancia de carrera: 308,238 km Ganador 2022: Charles Leclerc - Ferrari          | Libres 3             | Fernando Alonso             | 3.er puesto      | Fernando Alonso            |                  |
| 1       | 3, 4 y 5 de marzo           | Gran Premio de Baréin Circuito Internacional de Baréin Longitud: 5,412 km Vueltas: 57 Distancia de carrera: 308,238 km Ganador 2022: Charles Leclerc - Ferrari          | Pole position        | Max Verstappen (1:29.897)   | Vuelta rápida    | Guanyu Zhou (1:33.996)     |                  |
| 1       | 3, 4 y 5 de marzo           | Gran Premio de Baréin Circuito Internacional de Baréin Longitud: 5,412 km Vueltas: 57 Distancia de carrera: 308,238 km Ganador 2022: Charles Leclerc - Ferrari          | Resultados completos |                             |                  |                            |                  |
| 2       | 17, 18 y 19 de marzo        | Gran Premio de Arabia Saudita Circuito de la Corniche de Yeda Longitud: 6,175 km Vueltas: 50 Distancia de carrera: 308,750 km Ganador 2022: Max Verstappen - Red Bull   |                      | Libres 1                    | Max Verstappen   | Ganador                    | Sergio Pérez     |
| 2       | 17, 18 y 19 de marzo        | Gran Premio de Arabia Saudita Circuito de la Corniche de Yeda Longitud: 6,175 km Vueltas: 50 Distancia de carrera: 308,750 km Ganador 2022: Max Verstappen - Red Bull   | Libres 2             | Max Verstappen              | 2.º puesto       | Max Verstappen             |                  |
| 2       | 17, 18 y 19 de marzo        | Gran Premio de Arabia Saudita Circuito de la Corniche de Yeda Longitud: 6,175 km Vueltas: 50 Distancia de carrera: 308,750 km Ganador 2022: Max Verstappen - Red Bull   | Libres 3             | Max Verstappen              | 3.er puesto      | Fernando Alonso            |                  |
| 2       | 17, 18 y 19 de marzo        | Gran Premio de Arabia Saudita Circuito de la Corniche de Yeda Longitud: 6,175 km Vueltas: 50 Distancia de carrera: 308,750 km Ganador 2022: Max Verstappen - Red Bull   | Pole position        | Sergio Pérez (1:28.265)     | Vuelta rápida    | Max Verstappen (1:31.906)  |                  |
| 2       | 17, 18 y 19 de marzo        | Gran Premio de Arabia Saudita Circuito de la Corniche de Yeda Longitud: 6,175 km Vueltas: 50 Distancia de carrera: 308,750 km Ganador 2022: Max Verstappen - Red Bull   | Resultados completos |                             |                  |                            |                  |
| 3       | 31 de marzo, 1 y 2 de abril | Gran Premio de Australia Circuito de Albert Park Longitud: 5,303 km Vueltas: 58 Distancia de carrera: 307,057 km Ganador 2022: Charles Leclerc - Ferrari                |                      | Libres 1                    | Max Verstappen   | Ganador                    | Max Verstappen   |
| 3       | 31 de marzo, 1 y 2 de abril | Gran Premio de Australia Circuito de Albert Park Longitud: 5,303 km Vueltas: 58 Distancia de carrera: 307,057 km Ganador 2022: Charles Leclerc - Ferrari                | Libres 2             | Fernando Alonso             | 2.º puesto       | Lewis Hamilton             |                  |
| 3       | 31 de marzo, 1 y 2 de abril | Gran Premio de Australia Circuito de Albert Park Longitud: 5,303 km Vueltas: 58 Distancia de carrera: 307,057 km Ganador 2022: Charles Leclerc - Ferrari                | Libres 3             | Max Verstappen              | 3.er puesto      | Fernando Alonso            |                  |
| 3       | 31 de marzo, 1 y 2 de abril | Gran Premio de Australia Circuito de Albert Park Longitud: 5,303 km Vueltas: 58 Distancia de carrera: 307,057 km Ganador 2022: Charles Leclerc - Ferrari                | Pole position        | Max Verstappen (1:16.732)   | Vuelta rápida    | Sergio Pérez (1:20.235)    |                  |
| 3       | 31 de marzo, 1 y 2 de abril | Gran Premio de Australia Circuito de Albert Park Longitud: 5,303 km Vueltas: 58 Distancia de carrera: 307,057 km Ganador 2022: Charles Leclerc - Ferrari                | Resultados completos |                             |                  |                            |                  |
| 4       | 28, 29 y 30 de abril        | Gran Premio de Azerbaiyán Circuito callejero de Bakú Longitud: 6,003 km Vueltas: 51 Distancia de carrera: 306,049 km Ganador 2022: Max Verstappen - Red Bull            |                      | Libres                      | Max Verstappen   | Ganador                    | Sergio Pérez     |
| 4       | 28, 29 y 30 de abril        | Gran Premio de Azerbaiyán Circuito callejero de Bakú Longitud: 6,003 km Vueltas: 51 Distancia de carrera: 306,049 km Ganador 2022: Max Verstappen - Red Bull            | Pole position        | Charles Leclerc (1:40.203)  | 2.º puesto       | Max Verstappen             |                  |
| 4       | 28, 29 y 30 de abril        | Gran Premio de Azerbaiyán Circuito callejero de Bakú Longitud: 6,003 km Vueltas: 51 Distancia de carrera: 306,049 km Ganador 2022: Max Verstappen - Red Bull            | Sprint Shootout      | Charles Leclerc (1:41.697)  | 3.er puesto      | Charles Leclerc            |                  |
| 4       | 28, 29 y 30 de abril        | Gran Premio de Azerbaiyán Circuito callejero de Bakú Longitud: 6,003 km Vueltas: 51 Distancia de carrera: 306,049 km Ganador 2022: Max Verstappen - Red Bull            | Ganador sprint       | Sergio Pérez                | Vuelta rápida    | George Russell (1:43.370)  |                  |
| 4       | 28, 29 y 30 de abril        | Gran Premio de Azerbaiyán Circuito callejero de Bakú Longitud: 6,003 km Vueltas: 51 Distancia de carrera: 306,049 km Ganador 2022: Max Verstappen - Red Bull            | Resultados completos |                             |                  |                            |                  |
| 5       | 5, 6 y 7 de mayo            | Gran Premio de Miami Autódromo Internacional de Miami Longitud: 5,410 km Vueltas: 57 Distancia de carrera: 308,037 km Ganador 2022: Max Verstappen - Red Bull           |                      | Libres 1                    | George Russell   | Ganador                    | Max Verstappen   |
| 5       | 5, 6 y 7 de mayo            | Gran Premio de Miami Autódromo Internacional de Miami Longitud: 5,410 km Vueltas: 57 Distancia de carrera: 308,037 km Ganador 2022: Max Verstappen - Red Bull           | Libres 2             | Max Verstappen              | 2.º puesto       | Sergio Pérez               |                  |
| 5       | 5, 6 y 7 de mayo            | Gran Premio de Miami Autódromo Internacional de Miami Longitud: 5,410 km Vueltas: 57 Distancia de carrera: 308,037 km Ganador 2022: Max Verstappen - Red Bull           | Libres 3             | Max Verstappen              | 3.er puesto      | Fernando Alonso            |                  |
| 5       | 5, 6 y 7 de mayo            | Gran Premio de Miami Autódromo Internacional de Miami Longitud: 5,410 km Vueltas: 57 Distancia de carrera: 308,037 km Ganador 2022: Max Verstappen - Red Bull           | Pole position        | Sergio Pérez (1:26.841)     | Vuelta rápida    | Max Verstappen (1:29.708)  |                  |
| 5       | 5, 6 y 7 de mayo            | Gran Premio de Miami Autódromo Internacional de Miami Longitud: 5,410 km Vueltas: 57 Distancia de carrera: 308,037 km Ganador 2022: Max Verstappen - Red Bull           | Resultados completos |                             |                  |                            |                  |
| 6       | 26, 27 y 28 de mayo         | Gran Premio de Mónaco Circuito de Mónaco Longitud: 3,337 km Vueltas: 78 Distancia de carrera: 260,286 km Ganador 2022: Sergio Pérez - Red Bull                          |                      | Libres 1                    | Carlos Sainz Jr. | Ganador                    | Max Verstappen   |
| 6       | 26, 27 y 28 de mayo         | Gran Premio de Mónaco Circuito de Mónaco Longitud: 3,337 km Vueltas: 78 Distancia de carrera: 260,286 km Ganador 2022: Sergio Pérez - Red Bull                          | Libres 2             | Max Verstappen              | 2.º puesto       | Fernando Alonso            |                  |
| 6       | 26, 27 y 28 de mayo         | Gran Premio de Mónaco Circuito de Mónaco Longitud: 3,337 km Vueltas: 78 Distancia de carrera: 260,286 km Ganador 2022: Sergio Pérez - Red Bull                          | Libres 3             | Max Verstappen              | 3.er puesto      | Esteban Ocon               |                  |
| 6       | 26, 27 y 28 de mayo         | Gran Premio de Mónaco Circuito de Mónaco Longitud: 3,337 km Vueltas: 78 Distancia de carrera: 260,286 km Ganador 2022: Sergio Pérez - Red Bull                          | Pole position        | Max Verstappen (1:11.365)   | Vuelta rápida    | Lewis Hamilton (1:15.650)  |                  |
| 6       | 26, 27 y 28 de mayo         | Gran Premio de Mónaco Circuito de Mónaco Longitud: 3,337 km Vueltas: 78 Distancia de carrera: 260,286 km Ganador 2022: Sergio Pérez - Red Bull                          | Resultados completos |                             |                  |                            |                  |
| 7       | 2, 3 y 4 de junio           | Gran Premio de España Circuito de Barcelona-Cataluña Longitud: 4,675 km Vueltas: 66 Distancia de carrera: 308,550 km Ganador 2022: Max Verstappen - Red Bull            |                      | Libres 1                    | Max Verstappen   | Ganador                    | Max Verstappen   |
| 7       | 2, 3 y 4 de junio           | Gran Premio de España Circuito de Barcelona-Cataluña Longitud: 4,675 km Vueltas: 66 Distancia de carrera: 308,550 km Ganador 2022: Max Verstappen - Red Bull            | Libres 2             | Max Verstappen              | 2.º puesto       | Lewis Hamilton             |                  |
| 7       | 2, 3 y 4 de junio           | Gran Premio de España Circuito de Barcelona-Cataluña Longitud: 4,675 km Vueltas: 66 Distancia de carrera: 308,550 km Ganador 2022: Max Verstappen - Red Bull            | Libres 3             | Max Verstappen              | 3.er puesto      | George Russell             |                  |
| 7       | 2, 3 y 4 de junio           | Gran Premio de España Circuito de Barcelona-Cataluña Longitud: 4,675 km Vueltas: 66 Distancia de carrera: 308,550 km Ganador 2022: Max Verstappen - Red Bull            | Pole position        | Max Verstappen (1:12.272)   | Vuelta rápida    | Max Verstappen (1:16.330)  |                  |
| 7       | 2, 3 y 4 de junio           | Gran Premio de España Circuito de Barcelona-Cataluña Longitud: 4,675 km Vueltas: 66 Distancia de carrera: 308,550 km Ganador 2022: Max Verstappen - Red Bull            | Resultados completos |                             |                  |                            |                  |
| 8       | 16, 17 y 18 de junio        | Gran Premio de Canadá Circuito Gilles Villeneuve Longitud: 4,361 km Vueltas: 70 Distancia de carrera: 305,027 km Ganador 2022: Max Verstappen - Red Bull                |                      | Libres 1                    | Valtteri Bottas  | Ganador                    | Max Verstappen   |
| 8       | 16, 17 y 18 de junio        | Gran Premio de Canadá Circuito Gilles Villeneuve Longitud: 4,361 km Vueltas: 70 Distancia de carrera: 305,027 km Ganador 2022: Max Verstappen - Red Bull                | Libres 2             | Lewis Hamilton              | 2.º puesto       | Fernando Alonso            |                  |
| 8       | 16, 17 y 18 de junio        | Gran Premio de Canadá Circuito Gilles Villeneuve Longitud: 4,361 km Vueltas: 70 Distancia de carrera: 305,027 km Ganador 2022: Max Verstappen - Red Bull                | Libres 3             | Max Verstappen              | 3.er puesto      | Lewis Hamilton             |                  |
| 8       | 16, 17 y 18 de junio        | Gran Premio de Canadá Circuito Gilles Villeneuve Longitud: 4,361 km Vueltas: 70 Distancia de carrera: 305,027 km Ganador 2022: Max Verstappen - Red Bull                | Pole position        | Max Verstappen (1:25.858)   | Vuelta rápida    | Sergio Pérez (1:14.481)    |                  |
| 8       | 16, 17 y 18 de junio        | Gran Premio de Canadá Circuito Gilles Villeneuve Longitud: 4,361 km Vueltas: 70 Distancia de carrera: 305,027 km Ganador 2022: Max Verstappen - Red Bull                | Resultados completos |                             |                  |                            |                  |
| 9       | 30 de junio, 1 y 2 de julio | Gran Premio de Austria Red Bull Ring Longitud: 4,318 km Vueltas: 71 Distancia de carrera: 306,452 km Ganador 2022: Charles Leclerc - Ferrari                            |                      | Libres                      | Max Verstappen   | Ganador                    | Max Verstappen   |
| 9       | 30 de junio, 1 y 2 de julio | Gran Premio de Austria Red Bull Ring Longitud: 4,318 km Vueltas: 71 Distancia de carrera: 306,452 km Ganador 2022: Charles Leclerc - Ferrari                            | Pole position        | Max Verstappen (1:04.391)   | 2.º puesto       | Charles Leclerc            |                  |
| 9       | 30 de junio, 1 y 2 de julio | Gran Premio de Austria Red Bull Ring Longitud: 4,318 km Vueltas: 71 Distancia de carrera: 306,452 km Ganador 2022: Charles Leclerc - Ferrari                            | Sprint Shootout      | Max Verstappen (1:04.440)   | 3.er puesto      | Sergio Pérez               |                  |
| 9       | 30 de junio, 1 y 2 de julio | Gran Premio de Austria Red Bull Ring Longitud: 4,318 km Vueltas: 71 Distancia de carrera: 306,452 km Ganador 2022: Charles Leclerc - Ferrari                            | Ganador sprint       | Max Verstappen              | Vuelta rápida    | Max Verstappen (1:07.012)  |                  |
| 9       | 30 de junio, 1 y 2 de julio | Gran Premio de Austria Red Bull Ring Longitud: 4,318 km Vueltas: 71 Distancia de carrera: 306,452 km Ganador 2022: Charles Leclerc - Ferrari                            | Resultados completos |                             |                  |                            |                  |
| 10      | 7, 8 y 9 de julio           | Gran Premio de Gran Bretaña Circuito de Silverstone Longitud: 5,891 km Vueltas: 52 Distancia de carrera: 306,198 km Ganador 2022: Carlos Sainz Jr. - Ferrari            |                      | Libres 1                    | Max Verstappen   | Ganador                    | Max Verstappen   |
| 10      | 7, 8 y 9 de julio           | Gran Premio de Gran Bretaña Circuito de Silverstone Longitud: 5,891 km Vueltas: 52 Distancia de carrera: 306,198 km Ganador 2022: Carlos Sainz Jr. - Ferrari            | Libres 2             | Max Verstappen              | 2.º puesto       | Lando Norris               |                  |
| 10      | 7, 8 y 9 de julio           | Gran Premio de Gran Bretaña Circuito de Silverstone Longitud: 5,891 km Vueltas: 52 Distancia de carrera: 306,198 km Ganador 2022: Carlos Sainz Jr. - Ferrari            | Libres 3             | Charles Leclerc             | 3.er puesto      | Lewis Hamilton             |                  |
| 10      | 7, 8 y 9 de julio           | Gran Premio de Gran Bretaña Circuito de Silverstone Longitud: 5,891 km Vueltas: 52 Distancia de carrera: 306,198 km Ganador 2022: Carlos Sainz Jr. - Ferrari            | Pole position        | Max Verstappen (1:26.720)   | Vuelta rápida    | Max Verstappen (1:30.275)  |                  |
| 10      | 7, 8 y 9 de julio           | Gran Premio de Gran Bretaña Circuito de Silverstone Longitud: 5,891 km Vueltas: 52 Distancia de carrera: 306,198 km Ganador 2022: Carlos Sainz Jr. - Ferrari            | Resultados completos |                             |                  |                            |                  |
| 11      | 21, 22 y 23 de julio        | Gran Premio de Hungría Hungaroring Longitud: 4,381 km Vueltas: 70 Distancia de carrera: 306,630 km Ganador 2022: Max Verstappen - Red Bull                              |                      | Libres 1                    | George Russell   | Ganador                    | Max Verstappen   |
| 11      | 21, 22 y 23 de julio        | Gran Premio de Hungría Hungaroring Longitud: 4,381 km Vueltas: 70 Distancia de carrera: 306,630 km Ganador 2022: Max Verstappen - Red Bull                              | Libres 2             | Charles Leclerc             | 2.º puesto       | Lando Norris               |                  |
| 11      | 21, 22 y 23 de julio        | Gran Premio de Hungría Hungaroring Longitud: 4,381 km Vueltas: 70 Distancia de carrera: 306,630 km Ganador 2022: Max Verstappen - Red Bull                              | Libres 3             | Lewis Hamilton              | 3.er puesto      | Sergio Pérez               |                  |
| 11      | 21, 22 y 23 de julio        | Gran Premio de Hungría Hungaroring Longitud: 4,381 km Vueltas: 70 Distancia de carrera: 306,630 km Ganador 2022: Max Verstappen - Red Bull                              | Pole position        | Lewis Hamilton (1:16.609)   | Vuelta rápida    | Max Verstappen (1:20.504)  |                  |
| 11      | 21, 22 y 23 de julio        | Gran Premio de Hungría Hungaroring Longitud: 4,381 km Vueltas: 70 Distancia de carrera: 306,630 km Ganador 2022: Max Verstappen - Red Bull                              | Resultados completos |                             |                  |                            |                  |
| 12      | 28, 29 y 30 de julio        | Gran Premio de Bélgica Circuito de Spa-Francorchamps Longitud: 7,004 km Vueltas: 44 Distancia de carrera: 308,052 km Ganador 2022: Max Verstappen - Red Bull            |                      | Libres                      | Carlos Sainz Jr. | Ganador                    | Max Verstappen   |
| 12      | 28, 29 y 30 de julio        | Gran Premio de Bélgica Circuito de Spa-Francorchamps Longitud: 7,004 km Vueltas: 44 Distancia de carrera: 308,052 km Ganador 2022: Max Verstappen - Red Bull            | Pole position        | Charles Leclerc (1:46.988)  | 2.º puesto       | Sergio Pérez               |                  |
| 12      | 28, 29 y 30 de julio        | Gran Premio de Bélgica Circuito de Spa-Francorchamps Longitud: 7,004 km Vueltas: 44 Distancia de carrera: 308,052 km Ganador 2022: Max Verstappen - Red Bull            | Sprint Shootout      | Max Verstappen (1:49.056)   | 3.er puesto      | Charles Leclerc            |                  |
| 12      | 28, 29 y 30 de julio        | Gran Premio de Bélgica Circuito de Spa-Francorchamps Longitud: 7,004 km Vueltas: 44 Distancia de carrera: 308,052 km Ganador 2022: Max Verstappen - Red Bull            | Ganador sprint       | Max Verstappen              | Vuelta rápida    | Lewis Hamilton (1:47.305)  |                  |
| 12      | 28, 29 y 30 de julio        | Gran Premio de Bélgica Circuito de Spa-Francorchamps Longitud: 7,004 km Vueltas: 44 Distancia de carrera: 308,052 km Ganador 2022: Max Verstappen - Red Bull            | Resultados completos |                             |                  |                            |                  |
| 13      | 25, 26 y 27 de agosto       | Gran Premio de los Países Bajos Circuito de Zandvoort Longitud: 4,259 km Vueltas: 72 Distancia de carrera: 306,648 km Ganador 2022: Max Verstappen - Red Bull           |                      | Libres 1                    | Max Verstappen   | Ganador                    | Max Verstappen   |
| 13      | 25, 26 y 27 de agosto       | Gran Premio de los Países Bajos Circuito de Zandvoort Longitud: 4,259 km Vueltas: 72 Distancia de carrera: 306,648 km Ganador 2022: Max Verstappen - Red Bull           | Libres 2             | Lando Norris                | 2.º puesto       | Fernando Alonso            |                  |
| 13      | 25, 26 y 27 de agosto       | Gran Premio de los Países Bajos Circuito de Zandvoort Longitud: 4,259 km Vueltas: 72 Distancia de carrera: 306,648 km Ganador 2022: Max Verstappen - Red Bull           | Libres 3             | Max Verstappen              | 3.er puesto      | Pierre Gasly               |                  |
| 13      | 25, 26 y 27 de agosto       | Gran Premio de los Países Bajos Circuito de Zandvoort Longitud: 4,259 km Vueltas: 72 Distancia de carrera: 306,648 km Ganador 2022: Max Verstappen - Red Bull           | Pole position        | Max Verstappen (1:10.567)   | Vuelta rápida    | Fernando Alonso (1:13.837) |                  |
| 13      | 25, 26 y 27 de agosto       | Gran Premio de los Países Bajos Circuito de Zandvoort Longitud: 4,259 km Vueltas: 72 Distancia de carrera: 306,648 km Ganador 2022: Max Verstappen - Red Bull           | Resultados completos |                             |                  |                            |                  |
| 14      | 1, 2 y 3 de septiembre      | Gran Premio de Italia Autodromo Nazionale di Monza Longitud: 5,793 km Vueltas: 53 Distancia de carrera: 306,720 km Ganador 2022: Max Verstappen - Red Bull              |                      | Libres 1                    | Max Verstappen   | Ganador                    | Max Verstappen   |
| 14      | 1, 2 y 3 de septiembre      | Gran Premio de Italia Autodromo Nazionale di Monza Longitud: 5,793 km Vueltas: 53 Distancia de carrera: 306,720 km Ganador 2022: Max Verstappen - Red Bull              | Libres 2             | Carlos Sainz Jr.            | 2.º puesto       | Sergio Pérez               |                  |
| 14      | 1, 2 y 3 de septiembre      | Gran Premio de Italia Autodromo Nazionale di Monza Longitud: 5,793 km Vueltas: 53 Distancia de carrera: 306,720 km Ganador 2022: Max Verstappen - Red Bull              | Libres 3             | Carlos Sainz Jr.            | 3.er puesto      | Carlos Sainz Jr.           |                  |
| 14      | 1, 2 y 3 de septiembre      | Gran Premio de Italia Autodromo Nazionale di Monza Longitud: 5,793 km Vueltas: 53 Distancia de carrera: 306,720 km Ganador 2022: Max Verstappen - Red Bull              | Pole position        | Carlos Sainz Jr. (1:20.294) | Vuelta rápida    | Oscar Piastri (1:25.072)   |                  |
| 14      | 1, 2 y 3 de septiembre      | Gran Premio de Italia Autodromo Nazionale di Monza Longitud: 5,793 km Vueltas: 53 Distancia de carrera: 306,720 km Ganador 2022: Max Verstappen - Red Bull              | Resultados completos |                             |                  |                            |                  |
| 15      | 15, 16 y 17 de septiembre   | Gran Premio de Singapur Circuito callejero de Marina Bay Longitud: 4,940 km Vueltas: 62 Distancia de carrera: 306,143 km Ganador 2022: Sergio Pérez - Red Bull          |                      | Libres 1                    | Charles Leclerc  | Ganador                    | Carlos Sainz Jr. |
| 15      | 15, 16 y 17 de septiembre   | Gran Premio de Singapur Circuito callejero de Marina Bay Longitud: 4,940 km Vueltas: 62 Distancia de carrera: 306,143 km Ganador 2022: Sergio Pérez - Red Bull          | Libres 2             | Carlos Sainz Jr.            | 2.º puesto       | Lando Norris               |                  |
| 15      | 15, 16 y 17 de septiembre   | Gran Premio de Singapur Circuito callejero de Marina Bay Longitud: 4,940 km Vueltas: 62 Distancia de carrera: 306,143 km Ganador 2022: Sergio Pérez - Red Bull          | Libres 3             | Carlos Sainz Jr.            | 3.er puesto      | Lewis Hamilton             |                  |
| 15      | 15, 16 y 17 de septiembre   | Gran Premio de Singapur Circuito callejero de Marina Bay Longitud: 4,940 km Vueltas: 62 Distancia de carrera: 306,143 km Ganador 2022: Sergio Pérez - Red Bull          | Pole position        | Carlos Sainz Jr. (1:30.984) | Vuelta rápida    | Lewis Hamilton (1:35.867)  |                  |
| 15      | 15, 16 y 17 de septiembre   | Gran Premio de Singapur Circuito callejero de Marina Bay Longitud: 4,940 km Vueltas: 62 Distancia de carrera: 306,143 km Ganador 2022: Sergio Pérez - Red Bull          | Resultados completos |                             |                  |                            |                  |
| 16      | 22, 23 y 24 de septiembre   | Gran Premio de Japón Circuito de Suzuka Longitud: 5,807 km Vueltas: 53 Distancia de carrera: 307,741 km Ganador 2022: Max Verstappen - Red Bull                         |                      | Libres 1                    | Max Verstappen   | Ganador                    | Max Verstappen   |
| 16      | 22, 23 y 24 de septiembre   | Gran Premio de Japón Circuito de Suzuka Longitud: 5,807 km Vueltas: 53 Distancia de carrera: 307,741 km Ganador 2022: Max Verstappen - Red Bull                         | Libres 2             | Max Verstappen              | 2.º puesto       | Lando Norris               |                  |
| 16      | 22, 23 y 24 de septiembre   | Gran Premio de Japón Circuito de Suzuka Longitud: 5,807 km Vueltas: 53 Distancia de carrera: 307,741 km Ganador 2022: Max Verstappen - Red Bull                         | Libres 3             | Max Verstappen              | 3.er puesto      | Oscar Piastri              |                  |
| 16      | 22, 23 y 24 de septiembre   | Gran Premio de Japón Circuito de Suzuka Longitud: 5,807 km Vueltas: 53 Distancia de carrera: 307,741 km Ganador 2022: Max Verstappen - Red Bull                         | Pole position        | Max Verstappen (1:28.877)   | Vuelta rápida    | Max Verstappen (1:34.183)  |                  |
| 16      | 22, 23 y 24 de septiembre   | Gran Premio de Japón Circuito de Suzuka Longitud: 5,807 km Vueltas: 53 Distancia de carrera: 307,741 km Ganador 2022: Max Verstappen - Red Bull                         | Resultados completos |                             |                  |                            |                  |
| 17      | 6, 7 y 8 de octubre         | Gran Premio de Catar Circuito Internacional de Losail Longitud: 5,418 km Vueltas: 57 Distancia de carrera: 306,660 km Ganador 2022: No se disputó                       |                      | Libres                      | Max Verstappen   | Ganador                    | Max Verstappen   |
| 17      | 6, 7 y 8 de octubre         | Gran Premio de Catar Circuito Internacional de Losail Longitud: 5,418 km Vueltas: 57 Distancia de carrera: 306,660 km Ganador 2022: No se disputó                       | Pole position        | Max Verstappen (1:23.778)   | 2.º puesto       | Oscar Piastri              |                  |
| 17      | 6, 7 y 8 de octubre         | Gran Premio de Catar Circuito Internacional de Losail Longitud: 5,418 km Vueltas: 57 Distancia de carrera: 306,660 km Ganador 2022: No se disputó                       | Sprint Shootout      | Oscar Piastri (1:24.454)    | 3.er puesto      | Lando Norris               |                  |
| 17      | 6, 7 y 8 de octubre         | Gran Premio de Catar Circuito Internacional de Losail Longitud: 5,418 km Vueltas: 57 Distancia de carrera: 306,660 km Ganador 2022: No se disputó                       | Ganador sprint       | Oscar Piastri               | Vuelta rápida    | Max Verstappen (1:24.319)  |                  |
| 17      | 6, 7 y 8 de octubre         | Gran Premio de Catar Circuito Internacional de Losail Longitud: 5,418 km Vueltas: 57 Distancia de carrera: 306,660 km Ganador 2022: No se disputó                       | Resultados completos |                             |                  |                            |                  |
| 18      | 20, 21 y 22 de octubre      | Gran Premio de los Estados Unidos Circuito de las Américas Longitud: 5,513 km Vueltas: 56 Distancia de carrera: 308,405 km Ganador 2022: Max Verstappen - Red Bull      |                      | Libres                      | Max Verstappen   | Ganador                    | Max Verstappen   |
| 18      | 20, 21 y 22 de octubre      | Gran Premio de los Estados Unidos Circuito de las Américas Longitud: 5,513 km Vueltas: 56 Distancia de carrera: 308,405 km Ganador 2022: Max Verstappen - Red Bull      | Pole position        | Charles Leclerc (1:34.723)  | 2.º puesto       | Lando Norris               |                  |
| 18      | 20, 21 y 22 de octubre      | Gran Premio de los Estados Unidos Circuito de las Américas Longitud: 5,513 km Vueltas: 56 Distancia de carrera: 308,405 km Ganador 2022: Max Verstappen - Red Bull      | Sprint Shootout      | Max Verstappen (1:34.538)   | 3.er puesto      | Carlos Sainz Jr.           |                  |
| 18      | 20, 21 y 22 de octubre      | Gran Premio de los Estados Unidos Circuito de las Américas Longitud: 5,513 km Vueltas: 56 Distancia de carrera: 308,405 km Ganador 2022: Max Verstappen - Red Bull      | Ganador sprint       | Max Verstappen              | Vuelta rápida    | Yuki Tsunoda (1:38.139)    |                  |
| 18      | 20, 21 y 22 de octubre      | Gran Premio de los Estados Unidos Circuito de las Américas Longitud: 5,513 km Vueltas: 56 Distancia de carrera: 308,405 km Ganador 2022: Max Verstappen - Red Bull      | Resultados completos |                             |                  |                            |                  |
| 19      | 27, 28 y 29 de octubre      | Gran Premio de la Ciudad de México Autódromo Hermanos Rodríguez Longitud: 4,304 km Vueltas: 71 Distancia de carrera: 305,354 km Ganador 2022: Max Verstappen - Red Bull |                      | Libres 1                    | Max Verstappen   | Ganador                    | Max Verstappen   |
| 19      | 27, 28 y 29 de octubre      | Gran Premio de la Ciudad de México Autódromo Hermanos Rodríguez Longitud: 4,304 km Vueltas: 71 Distancia de carrera: 305,354 km Ganador 2022: Max Verstappen - Red Bull | Libres 2             | Max Verstappen              | 2.º puesto       | Lewis Hamilton             |                  |
| 19      | 27, 28 y 29 de octubre      | Gran Premio de la Ciudad de México Autódromo Hermanos Rodríguez Longitud: 4,304 km Vueltas: 71 Distancia de carrera: 305,354 km Ganador 2022: Max Verstappen - Red Bull | Libres 3             | Max Verstappen              | 3.er puesto      | Charles Leclerc            |                  |
| 19      | 27, 28 y 29 de octubre      | Gran Premio de la Ciudad de México Autódromo Hermanos Rodríguez Longitud: 4,304 km Vueltas: 71 Distancia de carrera: 305,354 km Ganador 2022: Max Verstappen - Red Bull | Pole position        | Charles Leclerc (1:17.166)  | Vuelta rápida    | Lewis Hamilton (1:21.334)  |                  |
| 19      | 27, 28 y 29 de octubre      | Gran Premio de la Ciudad de México Autódromo Hermanos Rodríguez Longitud: 4,304 km Vueltas: 71 Distancia de carrera: 305,354 km Ganador 2022: Max Verstappen - Red Bull | Resultados completos |                             |                  |                            |                  |
| 20      | 3, 4 y 5 de noviembre       | Gran Premio de São Paulo Autódromo José Carlos Pace Longitud: 4,309 km Vueltas: 71 Distancia de carrera: 305,879 km Ganador 2022: George Russell - Mercedes             |                      | Libres                      | Carlos Sainz Jr. | Ganador                    | Max Verstappen   |
| 20      | 3, 4 y 5 de noviembre       | Gran Premio de São Paulo Autódromo José Carlos Pace Longitud: 4,309 km Vueltas: 71 Distancia de carrera: 305,879 km Ganador 2022: George Russell - Mercedes             | Pole position        | Max Verstappen (1:10.727)   | 2.º puesto       | Lando Norris               |                  |
| 20      | 3, 4 y 5 de noviembre       | Gran Premio de São Paulo Autódromo José Carlos Pace Longitud: 4,309 km Vueltas: 71 Distancia de carrera: 305,879 km Ganador 2022: George Russell - Mercedes             | Sprint Shootout      | Lando Norris (1:10.622)     | 3.er puesto      | Fernando Alonso            |                  |
| 20      | 3, 4 y 5 de noviembre       | Gran Premio de São Paulo Autódromo José Carlos Pace Longitud: 4,309 km Vueltas: 71 Distancia de carrera: 305,879 km Ganador 2022: George Russell - Mercedes             | Ganador sprint       | Max Verstappen              | Vuelta rápida    | Lando Norris (1:12.486)    |                  |
| 20      | 3, 4 y 5 de noviembre       | Gran Premio de São Paulo Autódromo José Carlos Pace Longitud: 4,309 km Vueltas: 71 Distancia de carrera: 305,879 km Ganador 2022: George Russell - Mercedes             | Resultados completos |                             |                  |                            |                  |
| 21      | 16, 17 y 18 de noviembre    | Gran Premio de Las Vegas Circuito callejero de Las Vegas Longitud: 6,201 km Vueltas: 50 Distancia de carrera: 305,880 km Ganador 2022: No se disputó                    |                      | Libres 1                    | Charles Leclerc  | Ganador                    | Max Verstappen   |
| 21      | 16, 17 y 18 de noviembre    | Gran Premio de Las Vegas Circuito callejero de Las Vegas Longitud: 6,201 km Vueltas: 50 Distancia de carrera: 305,880 km Ganador 2022: No se disputó                    | Libres 2             | Charles Leclerc             | 2.º puesto       | Charles Leclerc            |                  |
| 21      | 16, 17 y 18 de noviembre    | Gran Premio de Las Vegas Circuito callejero de Las Vegas Longitud: 6,201 km Vueltas: 50 Distancia de carrera: 305,880 km Ganador 2022: No se disputó                    | Libres 3             | George Russell              | 3.er puesto      | Sergio Pérez               |                  |
| 21      | 16, 17 y 18 de noviembre    | Gran Premio de Las Vegas Circuito callejero de Las Vegas Longitud: 6,201 km Vueltas: 50 Distancia de carrera: 305,880 km Ganador 2022: No se disputó                    | Pole position        | Charles Leclerc (1:32.726)  | Vuelta rápida    | Oscar Piastri (1:35.490)   |                  |
| 21      | 16, 17 y 18 de noviembre    | Gran Premio de Las Vegas Circuito callejero de Las Vegas Longitud: 6,201 km Vueltas: 50 Distancia de carrera: 305,880 km Ganador 2022: No se disputó                    | Resultados completos |                             |                  |                            |                  |
| 22      | 24, 25 y 26 de noviembre    | Gran Premio de Abu Dabi Circuito Yas Marina Longitud: 5,281 km Vueltas: 58 Distancia de carrera: 306,183 km Ganador 2022: Max Verstappen - Red Bull                     |                      | Libres 1                    | George Russell   | Ganador                    | Max Verstappen   |
| 22      | 24, 25 y 26 de noviembre    | Gran Premio de Abu Dabi Circuito Yas Marina Longitud: 5,281 km Vueltas: 58 Distancia de carrera: 306,183 km Ganador 2022: Max Verstappen - Red Bull                     | Libres 2             | Charles Leclerc             | 2.º puesto       | Charles Leclerc            |                  |
| 22      | 24, 25 y 26 de noviembre    | Gran Premio de Abu Dabi Circuito Yas Marina Longitud: 5,281 km Vueltas: 58 Distancia de carrera: 306,183 km Ganador 2022: Max Verstappen - Red Bull                     | Libres 3             | George Russell              | 3.er puesto      | George Russell             |                  |
| 22      | 24, 25 y 26 de noviembre    | Gran Premio de Abu Dabi Circuito Yas Marina Longitud: 5,281 km Vueltas: 58 Distancia de carrera: 306,183 km Ganador 2022: Max Verstappen - Red Bull                     | Pole position        | Max Verstappen (1:23.445)   | Vuelta rápida    | Max Verstappen (1:26.993)  |                  |
| 22      | 24, 25 y 26 de noviembre    | Gran Premio de Abu Dabi Circuito Yas Marina Longitud: 5,281 km Vueltas: 58 Distancia de carrera: 306,183 km Ganador 2022: Max Verstappen - Red Bull                     | Resultados completos |                             |                  |                            |                  |
| Fuente: |                             | |                      |                             |                  |                            |                  |

## Clasificaciones

### Puntuaciones
Carrera
| Posición | 1.º | 2.º | 3.º | 4.º | 5.º | 6.º | 7.º | 8.º | 9.º | 10.º | VR |
| Puntos   | 25  | 18  | 15  | 12  | 10  | 8   | 6   | 4   | 2   | 1    | 1  |

Carrera sprint
| Posición | 1.º | 2.º | 3.º | 4.º | 5.º | 6.º | 7.º | 8.º |
| Puntos   | 8   | 7   | 6   | 5   | 4   | 3   | 2   | 1   |

### Campeonato de Pilotos
| Pos. | N.º | Piloto           | BHR | ARA | AUS | AZE | MIA | MON | ESP | CAN | AUT  | GBR | HUN | BEL  | NED | ITA | SIN | JPN | QAT  | USA  | MEX | SÃO  | LVG | ABU | Puntos |
| ---- | --- | ---------------- | --- | --- | --- | --- | --- | --- | --- | --- | ---- | --- | --- | ---- | --- | --- | --- | --- | ---- | ---- | --- | ---- | --- | --- | ------ |
| 1    | 1   | Max Verstappen   | 1   | 2   | 1   | 23  | 1   | 1   | 1   | 1   | 1    | 1   | 1   | 1    | 1   | 1   | 5   | 1   | 12   | 1    | 1   | 1    | 1   | 1   | 575    |
| 2    | 11  | Sergio Pérez     | 2   | 1   | 5   | 1   | 2   | 16  | 4   | 6   | 32   | 6   | 3   | 2    | 4   | 2   | 8   | Ret | 10   | 45   | Ret | 43   | 3   | 4   | 285    |
| 3    | 44  | Lewis Hamilton   | 5   | 5   | 2   | 67  | 6   | 4   | 2   | 3   | 8    | 3   | 4   | 47   | 6   | 6   | 3   | 5   | Ret5 | DSQ2 | 2   | 87   | 7   | 9   | 234    |
| 4    | 14  | Fernando Alonso  | 3   | 3   | 3   | 46  | 3   | 2   | 7   | 2   | 5    | 7   | 9   | 5    | 2   | 9   | 15  | 8   | 68   | Ret  | Ret | 3    | 9   | 7   | 206    |
| 5    | 16  | Charles Leclerc  | Ret | 7   | Ret | 32  | 7   | 6   | 11  | 4   | 2    | 9   | 7   | 35   | Ret | 4   | 4   | 4   | 5    | DSQ3 | 3   | DNS5 | 2   | 2   | 206    |
| 6    | 4   | Lando Norris     | 17  | 17  | 6   | 9   | 17  | 9   | 17  | 13  | 4    | 2   | 2   | 76   | 7   | 8   | 2   | 2   | 3    | 24   | 5   | 2    | Ret | 5   | 205    |
| 7    | 55  | Carlos Sainz Jr. | 4   | 6   | 12  | 5   | 5   | 8   | 5   | 5   | 63   | 10  | 8   | Ret4 | 5   | 3   | 1   | 6   | DNS6 | 36   | 4   | 68   | 6   | 18  | 200    |
| 8    | 63  | George Russell   | 7   | 4   | Ret | 84  | 4   | 5   | 3   | Ret | 78   | 5   | 6   | 68   | 17† | 5   | 16† | 7   | 4    | 58   | 6   | Ret4 | 8   | 3   | 175    |
| 9    | 81  | Oscar Piastri    | Ret | 15  | 8   | 11  | 19  | 10  | 13  | 11  | 16   | 4   | 5   | Ret2 | 9   | 12  | 7   | 3   | 21   | Ret  | 8   | 14   | 10  | 6   | 97     |
| 10   | 18  | Lance Stroll     | 6   | Ret | 4   | 78  | 12  | Ret | 6   | 9   | 94   | 14  | 10  | 9    | 11  | 16  | WD  | Ret | 11   | 7    | 17† | 5    | 5   | 10  | 74     |
| 11   | 10  | Pierre Gasly     | 9   | 9   | 13† | 14  | 8   | 7   | 10  | 12  | 10   | 18† | Ret | 113  | 3   | 15  | 6   | 10  | 12   | 67   | 11  | 7    | 11  | 13  | 62     |
| 12   | 31  | Esteban Ocon     | Ret | 8   | 14† | 15  | 9   | 3   | 8   | 8   | 147  | Ret | Ret | 8    | 10  | Ret | Ret | 9   | 7    | Ret  | 10  | 10   | 4   | 12  | 58     |
| 13   | 23  | Alexander Albon  | 10  | Ret | Ret | 12  | 14  | 14  | 16  | 7   | 11   | 8   | 11  | 14   | 8   | 7   | 11  | Ret | 147  | 9    | 9   | Ret  | 12  | 14  | 27     |
| 14   | 22  | Yuki Tsunoda     | 11  | 11  | 10  | 10  | 11  | 15  | 12  | 14  | 19   | 16  | 15  | 10   | 15  | DNS | Ret | 12  | 15   | 8    | 12  | 96   | 18† | 8   | 17     |
| 15   | 77  | Valtteri Bottas  | 8   | 18  | 11  | 18  | 13  | 11  | 19  | 10  | 15   | 12  | 12  | 12   | 14  | 10  | Ret | Ret | 8    | 12   | 15  | Ret  | 17  | 19  | 10     |
| 16   | 27  | Nico Hülkenberg  | 15  | 12  | 7   | 17  | 15  | 17  | 15  | 15  | Ret6 | 13  | 14  | 18   | 12  | 17  | 13  | 14  | 16   | 11   | 13  | 12   | 19† | 15  | 9      |
| 17   | 3   | Daniel Ricciardo |     |     |     |     |     |     |     |     |      |     | 13  | 16   | WD  |     |     |     |      | 15   | 7   | 13   | 14  | 11  | 6      |
| 18   | 24  | Guanyu Zhou      | 16  | 13  | 9   | Ret | 16  | 13  | 9   | 16  | 12   | 15  | 16  | 13   | Ret | 14  | 12  | 13  | 9    | 13   | 14  | Ret  | 15  | 17  | 6      |
| 19   | 20  | Kevin Magnussen  | 13  | 10  | 17† | 13  | 10  | 19† | 18  | 17  | 18   | Ret | 17  | 15   | 16  | 18  | 10  | 15  | 13   | 14   | Ret | Ret  | 13  | 20  | 3      |
| 20   | 40  | Liam Lawson      |     |     |     |     |     |     |     |     |      |     |     |      | 13  | 11  | 9   | 11  | 17   |      |     |      |     |     | 2      |
| 21   | 2   | Logan Sargeant   | 12  | 16  | 16† | 16  | 20  | 18  | 20  | Ret | 13   | 11  | 18† | 17   | Ret | 13  | 14  | Ret | Ret  | 10   | 16† | 11   | 16  | 16  | 1      |
| 22   | 21  | Nyck de Vries    | 14  | 14  | 15† | Ret | 18  | 12  | 14  | 18  | 17   | 17  |     |      |     |     |     |     |      |      |     |      |     |     | 0      |
| Pos. | N.º | Piloto           | BHR | ARA | AUS | AZE | MIA | MON | ESP | CAN | AUT  | GBR | HUN | BEL  | NED | ITA | SIN | JPN | QAT  | USA  | MEX | SÃO  | LVG | ABU | Puntos |

| Color      | Resultado                          |
| ---------- | ---------------------------------- |
| Oro        | Ganador                            |
| Plata      | 2.º puesto                         |
| Bronce     | 3.er puesto                        |
| Verde      | Finalizó en los puntos             |
| Azul       | Finalizó sin puntos                |
| Azul       | NC - No clasificado                |
| Violeta    | Ret - No terminó                   |
| Rojo       | DNQ - No se clasificó              |
| Rojo       | DNPQ - No se preclasificó          |
| Negro      | DSQ - Descalificado                |
| Blanco     | DNS - No empezó                    |
| Blanco     | WD - Retirado                      |
| Blanco     | C - Carrera cancelada              |
| Azul claro | TD - Entrenamientos libres (2003-) |
| Sin color  | DNP - Inscrito, pero no participó  |
| Sin color  | INJ - Inscrito, pero lesionado     |
| Sin color  | EX - Excluido                      |

| Estado  | Resultado                                                                             |
| ------- | ------------------------------------------------------------------------------------- |
| Negrita | Pole position                                                                         |
| Cursiva | Vuelta rápida                                                                         |
| 1-8     | Posiciones puntuables de clasificación sprint (2021-)                                 |
| †       | No acabó el Gran Premio, pero fue clasificado ya que completó el porcentaje necesario |
| ‡       | Monoplaza compartido                                                                  |
| ~       | Se otorgó la mitad de puntos ya que no se cumplió con el 75% de la carrera            |
| ≠       | No obtuvo puntos ya que era piloto invitado                                           |
| F2      | Inscrito para carrera de Fórmula 2, no sumaba puntos                                  |

Fuente: Fórmula 1.

### Campeonato de Constructores
| Pos. | Constructor                  | N.º | BHR | ARA | AUS | AZE | MIA | MON | ESP | CAN | AUT  | GBR | HUN | BEL  | NED | ITA | SIN | JPN | QAT  | USA  | MEX | SÃO  | LVG | ABU | Puntos |
| ---- | ---------------------------- | --- | --- | --- | --- | --- | --- | --- | --- | --- | ---- | --- | --- | ---- | --- | --- | --- | --- | ---- | ---- | --- | ---- | --- | --- | ------ |
| 1    | Red Bull-Honda RBPT          | 1   | 1   | 2   | 1   | 23  | 1   | 1   | 1   | 1   | 1    | 1   | 1   | 1    | 1   | 1   | 5   | 1   | 12   | 1    | 1   | 1    | 1   | 1   | 860    |
| 1    | Red Bull-Honda RBPT          | 11  | 2   | 1   | 5   | 1   | 2   | 16  | 4   | 6   | 32   | 6   | 3   | 2    | 4   | 2   | 8   | Ret | 10   | 45   | Ret | 43   | 3   | 4   | 860    |
| 2    | Mercedes                     | 44  | 5   | 5   | 2   | 67  | 6   | 4   | 2   | 3   | 8    | 3   | 4   | 47   | 6   | 6   | 3   | 5   | Ret5 | DSQ2 | 2   | 87   | 7   | 9   | 409    |
| 2    | Mercedes                     | 63  | 7   | 4   | Ret | 84  | 4   | 5   | 3   | Ret | 78   | 5   | 6   | 68   | 17† | 5   | 16† | 7   | 4    | 58   | 6   | Ret4 | 8   | 3   | 409    |
| 3    | Ferrari                      | 16  | Ret | 7   | Ret | 32  | 7   | 6   | 11  | 4   | 2    | 9   | 7   | 35   | Ret | 4   | 4   | 4   | 5    | DSQ3 | 3   | DNS5 | 2   | 2   | 406    |
| 3    | Ferrari                      | 55  | 4   | 6   | 12  | 5   | 5   | 8   | 5   | 5   | 63   | 10  | 8   | Ret4 | 5   | 3   | 1   | 6   | DNS6 | 36   | 4   | 68   | 6   | 18  | 406    |
| 4    | McLaren-Mercedes             | 4   | 17  | 17  | 6   | 9   | 17  | 9   | 17  | 13  | 4    | 2   | 2   | 76   | 7   | 8   | 2   | 2   | 3    | 24   | 5   | 2    | Ret | 5   | 302    |
| 4    | McLaren-Mercedes             | 81  | Ret | 15  | 8   | 11  | 19  | 10  | 13  | 11  | 16   | 4   | 5   | Ret2 | 9   | 12  | 7   | 3   | 21   | Ret  | 8   | 14   | 10  | 6   | 302    |
| 5    | Aston Martin Aramco-Mercedes | 14  | 3   | 3   | 3   | 46  | 3   | 2   | 7   | 2   | 5    | 7   | 9   | 5    | 2   | 9   | 15  | 8   | 68   | Ret  | Ret | 3    | 9   | 7   | 280    |
| 5    | Aston Martin Aramco-Mercedes | 18  | 6   | Ret | 4   | 78  | 12  | Ret | 6   | 9   | 94   | 14  | 10  | 9    | 11  | 16  | WD  | Ret | 11   | 7    | 17† | 5    | 5   | 10  | 280    |
| 6    | Alpine-Renault               | 10  | 9   | 9   | 13† | 14  | 8   | 7   | 10  | 12  | 10   | 18† | Ret | 113  | 3   | 15  | 6   | 10  | 12   | 67   | 11  | 7    | 11  | 13  | 120    |
| 6    | Alpine-Renault               | 31  | Ret | 8   | 14† | 15  | 9   | 3   | 8   | 8   | 147  | Ret | Ret | 8    | 10  | Ret | Ret | 9   | 7    | Ret  | 10  | 10   | 4   | 12  | 120    |
| 7    | Williams-Mercedes            | 2   | 12  | 16  | 16† | 16  | 20  | 18  | 20  | Ret | 13   | 11  | 18† | 17   | Ret | 13  | 14  | Ret | Ret  | 10   | 16† | 11   | 16  | 16  | 28     |
| 7    | Williams-Mercedes            | 23  | 10  | Ret | Ret | 12  | 14  | 14  | 16  | 7   | 11   | 8   | 11  | 14   | 8   | 7   | 11  | Ret | 147  | 9    | 9   | Ret  | 12  | 14  | 28     |
| 8    | AlphaTauri-Honda RBPT        | 3   |     |     |     |     |     |     |     |     |      |     | 13  | 16   | WD  |     |     |     |      | 15   | 7   | 13   | 14  | 11  | 25     |
| 8    | AlphaTauri-Honda RBPT        | 21  | 14  | 14  | 15† | Ret | 18  | 12  | 14  | 18  | 17   | 17  |     |      |     |     |     |     |      |      |     |      |     |     | 25     |
| 8    | AlphaTauri-Honda RBPT        | 22  | 11  | 11  | 10  | 10  | 11  | 15  | 12  | 14  | 19   | 16  | 15  | 10   | 15  | DNS | Ret | 12  | 15   | 8    | 12  | 96   | 18† | 8   | 25     |
| 8    | AlphaTauri-Honda RBPT        | 40  |     |     |     |     |     |     |     |     |      |     |     |      | 13  | 11  | 9   | 11  | 17   |      |     |      |     |     | 25     |
| 9    | Alfa Romeo-Ferrari           | 24  | 16  | 13  | 9   | Ret | 16  | 13  | 9   | 16  | 12   | 15  | 16  | 13   | Ret | 14  | 12  | 13  | 9    | 13   | 14  | Ret  | 15  | 17  | 16     |
| 9    | Alfa Romeo-Ferrari           | 77  | 8   | 18  | 11  | 18  | 13  | 11  | 19  | 10  | 15   | 12  | 12  | 12   | 14  | 10  | Ret | Ret | 8    | 12   | 15  | Ret  | 17  | 19  | 16     |
| 10   | Haas-Ferrari                 | 20  | 13  | 10  | 17† | 13  | 10  | 19† | 18  | 17  | 18   | Ret | 17  | 15   | 16  | 18  | 10  | 15  | 13   | 14   | Ret | Ret  | 13  | 20  | 12     |
| 10   | Haas-Ferrari                 | 27  | 15  | 12  | 7   | 17  | 15  | 17  | 15  | 15  | Ret6 | 13  | 14  | 18   | 12  | 17  | 13  | 14  | 16   | 11   | 13  | 12   | 19† | 15  | 12     |
| Pos. | Constructor                  | N.º | BHR | ARA | AUS | AZE | MIA | MON | ESP | CAN | AUT  | GBR | HUN | BEL  | NED | ITA | SIN | JPN | QAT  | USA  | MEX | SÃO  | LVG | ABU | Puntos |

| Color      | Resultado                          |
| ---------- | ---------------------------------- |
| Oro        | Ganador                            |
| Plata      | 2.º puesto                         |
| Bronce     | 3.er puesto                        |
| Verde      | Finalizó en los puntos             |
| Azul       | Finalizó sin puntos                |
| Azul       | NC - No clasificado                |
| Violeta    | Ret - No terminó                   |
| Rojo       | DNQ - No se clasificó              |
| Rojo       | DNPQ - No se preclasificó          |
| Negro      | DSQ - Descalificado                |
| Blanco     | DNS - No empezó                    |
| Blanco     | WD - Retirado                      |
| Blanco     | C - Carrera cancelada              |
| Azul claro | TD - Entrenamientos libres (2003-) |
| Sin color  | DNP - Inscrito, pero no participó  |
| Sin color  | INJ - Inscrito, pero lesionado     |
| Sin color  | EX - Excluido                      |

| Estado  | Resultado                                                                             |
| ------- | ------------------------------------------------------------------------------------- |
| Negrita | Pole position                                                                         |
| Cursiva | Vuelta rápida                                                                         |
| 1-8     | Posiciones puntuables de clasificación sprint (2021-)                                 |
| †       | No acabó el Gran Premio, pero fue clasificado ya que completó el porcentaje necesario |
| ‡       | Monoplaza compartido                                                                  |
| ~       | Se otorgó la mitad de puntos ya que no se cumplió con el 75% de la carrera            |
| ≠       | No obtuvo puntos ya que era piloto invitado                                           |
| F2      | Inscrito para carrera de Fórmula 2, no sumaba puntos                                  |

Fuente: Fórmula 1.

### Estadísticas del Campeonato de Pilotos
| Pos. | Piloto           | Escudería           | Grandes Premios | Victorias | Podios | Poles | Vueltas rápidas | Vueltas lideradas | Puntos |
| ---- | ---------------- | ------------------- | --------------- | --------- | ------ | ----- | --------------- | ----------------- | ------ |
| 1    | Max Verstappen   | Red Bull            | 22              | 19        | 21     | 12    | 9               | 1003              | 575    |
| 2    | Sergio Pérez     | Red Bull            | 22              | 2         | 9      | 2     | 2               | 138               | 285    |
| 3    | Lewis Hamilton   | Mercedes            | 22              |           | 6      | 1     | 4               | 7                 | 234    |
| 4    | Fernando Alonso  | Aston Martin Aramco | 22              |           | 8      |       | 1               | 3                 | 206    |
| 5    | Charles Leclerc  | Ferrari             | 22 (21)         |           | 6      | 5     |                 | 12                | 206    |
| 6    | Lando Norris     | McLaren             | 22              |           | 7      |       | 1               | 6                 | 205    |
| 7    | Carlos Sainz Jr. | Ferrari             | 22 (21)         | 1         | 3      | 2     |                 | 77                | 200    |
| 8    | George Russell   | Mercedes            | 22              |           | 2      |       | 1               | 6                 | 175    |
| 9    | Oscar Piastri    | McLaren             | 22              |           | 2      |       | 2               | 1                 | 97     |
| 10   | Lance Stroll     | Aston Martin Aramco | 22 (21)         |           |        |       |                 |                   | 74     |
| 11   | Pierre Gasly     | Alpine              | 22              |           | 1      |       |                 |                   | 62     |
| 12   | Esteban Ocon     | Alpine              | 22              |           | 1      |       |                 |                   | 58     |
| 13   | Alexander Albon  | Williams            | 22              |           |        |       |                 |                   | 27     |
| 14   | Yuki Tsunoda     | AlphaTauri          | 22 (21)         |           |        |       | 1               |                   | 17     |
| 15   | Valtteri Bottas  | Alfa Romeo          | 22              |           |        |       |                 |                   | 10     |
| 16   | Nico Hülkenberg  | Haas                | 22              |           |        |       |                 |                   | 9      |
| 17   | Daniel Ricciardo | AlphaTauri          | 7               |           |        |       |                 |                   | 6      |
| 18   | Guanyu Zhou      | Alfa Romeo          | 22              |           |        |       | 1               |                   | 6      |
| 19   | Kevin Magnussen  | Haas                | 22              |           |        |       |                 |                   | 3      |
| 20   | Liam Lawson      | AlphaTauri          | 5               |           |        |       |                 |                   | 2      |
| 21   | Logan Sargeant   | Williams            | 22              |           |        |       |                 |                   | 1      |
| 22   | Nyck de Vries    | AlphaTauri          | 10              |           |        |       |                 |                   | 0      |

### Estadísticas del Campeonato de Constructores
| Pos. | Constructor         | Chasis | Motor      | Grandes Premios | Victorias | Podios | Poles | Vueltas rápidas | Vueltas lideradas | Puntos |
| ---- | ------------------- | ------ | ---------- | --------------- | --------- | ------ | ----- | --------------- | ----------------- | ------ |
| 1    | Red Bull            | RB19   | Honda RBPT | 22              | 21        | 30     | 14    | 11              | 850               | 860    |
| 2    | Mercedes            | W14    | Mercedes   | 22              |           | 8      | 1     | 5               | 13                | 409    |
| 3    | Ferrari             | SF-23  | Ferrari    | 22              | 1         | 9      | 7     |                 | 89                | 406    |
| 4    | McLaren             | MCL60  | Mercedes   | 22              |           | 9      |       | 3               | 7                 | 302    |
| 5    | Aston Martin Aramco | AMR23  | Mercedes   | 22              |           | 8      |       | 1               | 3                 | 280    |
| 6    | Alpine              | A523   | Renault    | 22              |           | 2      |       |                 |                   | 120    |
| 7    | Williams            | FW45   | Mercedes   | 22              |           |        |       |                 |                   | 28     |
| 8    | AlphaTauri          | AT04   | Honda RBPT | 22              |           |        |       | 1               |                   | 25     |
| 9    | Alfa Romeo          | C43    | Ferrari    | 22              |           |        |       | 1               |                   | 16     |
| 10   | Haas                | VF-23  | Ferrari    | 22              |           |        |       |                 |                   | 12     |

### Citas
1. 1 2  «Red Bull gana su sexto título de constructores». Mundo Deportivo. 24 de septiembre de 2023. Consultado el 24 de septiembre de 2023.
2. 1 2  «Max Verstappen se consagró campeón de la Fórmula 1 tras la carrera sprint de Qatar». TyC Sports. 7 de octubre de 2023. Consultado el 7 de octubre de 2023.
3. ↑  «You Host, We'll Launch». Red Bull Racing (en inglés). 6 de enero de 2023. Consultado el 9 de enero de 2023.
4. ↑  «Verstappen signs new contract to stay at Red Bull until 2028». ESPN.com (en inglés). 3 de marzo de 2022. Consultado el 1 de agosto de 2022.
5. ↑  «Which drivers are taking part in the post-season test in Abu Dhabi». Fórmula 1 (en inglés). Formula One World Championship Limited. 28 de noviembre de 2023. Consultado el 28 de noviembre de 2023.
6. ↑  Filip, Cleeren (31 de mayo de 2022). «Perez signs two-year extension to Red Bull F1 contract». motorsport.com (en inglés). Consultado el 1 de agosto de 2022.
7. ↑  Saez de Asteasu, Gorka (7 de febrero de 2023). «El Ferrari de 2023 ya tiene nombre: se llamará SF-23». SoyMotor.com. Consultado el 7 de febrero de 2023.
8. ↑  Elizalde, Pablo (23 de diciembre de 2019). «Charles Leclerc's Ferrari F1 deal extended until end of 2024 season». Autosport (en inglés). Consultado el 1 de agosto de 2022.
9. ↑  «Balance 2023 • STATS F1». STATS F1. Consultado el 25 de agosto de 2023.
10. ↑  «Carlos Sainz: Spanish driver signs new Ferrari contract until 2024 Formula 1 season». Sky Sports (en inglés). Consultado el 1 de agosto de 2022.
11. ↑  «Shovlin compares Mercedes’ 2022 struggles to McLaren in 2009». Fórmula 1 (en inglés). Formula One World Championship Limited. 16 de agosto de 2022. Consultado el 19 de agosto de 2022.
12. ↑  «Hamilton signs new two-year contract with Mercedes». formula1.com (en inglés). 3 de julio de 2021. Consultado el 1 de agosto de 2022.
13. ↑  «George Russell signs for Mercedes: British driver to join Lewis Hamilton for 2022 Formula 1 season». Sky Sports (en inglés). 7 de septiembre de 2021. Consultado el 1 de agosto de 2022.
14. 1 2  «Alpine desvela la fecha de presentación del A523». SoyMotor.com. 4 de enero de 2023. Consultado el 4 de enero de 2023.
15. 1 2  «Oficial: Gasly se une a Alpine para la F1 2023 y deja AlphaTauri». lat.motorsport.com. Consultado el 8 de octubre de 2022.
16. ↑  «Esteban Ocon signs bumper three-year contract extension with Alpine». Formula1.com (en inglés). 16 de junio de 2021. Consultado el 1 de agosto de 2022.
17. ↑  «McLaren confirm February 13th launch date for MCL37». RaceFans.net (en inglés). 6 de enero de 2023. Consultado el 8 de enero de 2023.
18. ↑  «Lando Norris agrees major contract extension to stay at McLaren until 2025». formula1.com (en inglés). 9 de febrero de 2022. Consultado el 1 de agosto de 2022.
19. 1 2  «McLaren Racing - 2021 FIA F2 champion Oscar Piastri to join McLaren Racing in 2023». www.mclaren.com (en inglés). Consultado el 2 de septiembre de 2022.
20. 1 2  «Alfa Romeo anuncia su fecha de presentación 2023 con cambio de modo». es.motorsport.com. Motorsport Network. 20 de enero de 2023. Consultado el 20 de enero de 2023.
21. ↑  «Oficial: Zhou Guanyu seguirá en Alfa Romeo en 2023». mundodeportivo.com. 27 de septiembre de 2022. Consultado el 27 de septiembre de 2022.
22. ↑  «Alfa Romeo announce Valtteri Bottas to join the team in 2022 on multi-year deal». Formula1.com (en inglés). 6 de septiembre de 2021. Consultado el 1 de agosto de 2022.
23. ↑  «Fernando Alonso signs to Aston Martin for 2023 on multi-year contract | Formula 1®». www.formula1.com (en inglés). Consultado el 14 de agosto de 2022.
24. 1 2 3  Vázquez, Ana (1 de agosto de 2022). «OFICIAL: Fernando Alonso ficha por Aston Martin para 2023». SoyMotor.com. Consultado el 1 de agosto de 2022.
25. ↑  «Test F1 Bahrein: Alineación de pilotos para la pretemporada de Fórmula 1». Mundo Deportivo. 22 de febrero de 2023. Consultado el 25 de febrero de 2023.
26. ↑  «Haas, el primer coche en superar la prueba de impacto de la F1 2023». lat.motorsport.com. 12 de diciembre de 2022. Consultado el 12 de diciembre de 2022.
27. ↑  «Kevin Magnussen Returns to Haas F1 Team». haasf1team.com (en inglés). Haas F1 Team. 9 de marzo de 2022. Consultado el 1 de agosto de 2022.
28. 1 2  «Nico Hulkenberg to make full-time racing return to Formula 1 with Haas in 2023». Fórmula 1 (en inglés). Formula One World Championship Limited. 17 de noviembre de 2022. Consultado el 17 de noviembre de 2022.
29. 1 2  Muñoz, Jesús (23 de diciembre de 2022). «AlphaTauri presentará su AT04 el 11 de febrero en Nueva York». SoyMotor.com. Consultado el 23 de diciembre de 2022.
30. 1 2 3  «Ricciardo to replace De Vries at AlphaTauri from the Hungarian Grand Prix». Fórmula 1 (en inglés). Formula One World Championship Limited. 11 de julio de 2023. Consultado el 11 de julio de 2023.
31. 1 2  «ニック・デ・フリースが2023シーズンから加入 | SCUDERIA ALPHATAURI» (en japonés). 8 de octubre de 2022. Consultado el 8 de octubre de 2022.
32. ↑  Martínez, Sergio (22 de septiembre de 2022). «Yuki Tsunoda renueva con AlphaTauri para 2023». Car and Driver. Consultado el 22 de septiembre de 2022.
33. 1 2 3  «Daniel Ricciardo no podrá correr el Gran Premio de Países Bajos y Liam Lawson será su sustituto». Car and Driver. 25 de agosto de 2023. Consultado el 25 de agosto de 2023.
34. 1 2  «Williams anuncia su fecha de presentación para la F1 2023». español.motorsport.com. Motorsport Network. 11 de enero de 2023. Consultado el 11 de enero de 2023.
35. 1 2  Civera, Elia (21 de noviembre de 2022). «OFICIAL: Sargeant será piloto de Williams en 2023». SoyMotor.com. Consultado el 21 de noviembre de 2022.
36. ↑  «Alex Albon se queda en Williams; el piloto tendrá contrato plurianual para 2023». El Financiero. 3 de agosto de 2022. Consultado el 3 de agosto de 2022.
37. ↑  «2023 FIA FORMULA ONE WORLD CHAMPIONSHIP ENTRY LIST». Fédération Internationale de l'Automobile (en inglés). 14 de diciembre de 2022. Consultado el 15 de diciembre de 2022.
38. ↑  «2023 Bahrain Grand Prix – Entry List». Fédération Internationale de l'Automobile (en inglés). 3 de marzo de 2023. Consultado el 3 de marzo de 2023.
«2023 Saudi Arabian Grand Prix – Entry List». Fédération Internationale de l'Automobile (en inglés). 17 de marzo de 2023. Consultado el 17 de marzo de 2023.
«2023 Australian Grand Prix – Entry List». Fédération Internationale de l'Automobile (en inglés). 30 de marzo de 2023. Consultado el 30 de marzo de 2023.
«2023 Azerbaijan Grand Prix – Entry List». Fédération Internationale de l'Automobile (en inglés). 27 de abril de 2023. Consultado el 28 de abril de 2023.
«2023 Miami Grand Prix – Entry List». Fédération Internationale de l'Automobile (en inglés). 5 de mayo de 2023. Consultado el 6 de mayo de 2023.
«2023 Monaco Grand Prix – Entry List». Fédération Internationale de l'Automobile (en inglés). 26 de mayo de 2023. Consultado el 26 de mayo de 2023.
«2023 Spanish Grand Prix – Entry List». Fédération Internationale de l'Automobile (en inglés). 2 de junio de 2023. Consultado el 2 de junio de 2023.
«2023 Canadian Grand Prix – Entry List». Fédération Internationale de l'Automobile (en inglés). 16 de junio de 2023. Consultado el 16 de junio de 2023.
«2023 Austrian Grand Prix – Entry List». Fédération Internationale de l'Automobile (en inglés). 2 de junio de 2023. Consultado el 2 de junio de 2023.
«2023 British Grand Prix – Entry List». Fédération Internationale de l'Automobile (en inglés). 7 de julio de 2023. Consultado el 7 de julio de 2023.
«2023 Hungarian Grand Prix – Entry List». Fédération Internationale de l'Automobile (en inglés). 21 de julio de 2023. Consultado el 21 de julio de 2023.
«2023 Belgian Grand Prix – Entry List». Fédération Internationale de l'Automobile (en inglés). 28 de julio de 2023. Consultado el 28 de julio de 2023.
«2023 Dutch Grand Prix – Entry List». Fédération Internationale de l'Automobile (en inglés). 25 de agosto de 2023. Consultado el 25 de agosto de 2023.
«2023 Italian Grand Prix – Entry List». Fédération Internationale de l'Automobile (en inglés). 1 de septiembre de 2023. Consultado el 1 de septiembre de 2023.
«2023 Singapore Grand Prix – Entry List». Fédération Internationale de l'Automobile (en inglés). 15 de septiembre de 2023. Consultado el 15 de septiembre de 2023.
«2023 Japanese Grand Prix – Entry List». Fédération Internationale de l'Automobile (en inglés). 22 de septiembre de 2023. Consultado el 22 de septiembre de 2023.
«2023 Qatar Grand Prix – Entry List». Fédération Internationale de l'Automobile (en inglés). 6 de octubre de 2023. Consultado el 6 de octubre de 2023.
«2023 United States Grand Prix – Entry List». Fédération Internationale de l'Automobile (en inglés). 20 de octubre de 2023. Consultado el 20 de octubre de 2023.
«2023 Mexico City Grand Prix – Entry List». Fédération Internationale de l'Automobile (en inglés). 27 de octubre de 2023. Consultado el 27 de octubre de 2023.
«2023 São Paulo Grand Prix – Entry List – Corrected». Fédération Internationale de l'Automobile (en inglés). 3 de noviembre de 2023. Consultado el 3 de noviembre de 2023.
«2023 Las Vegas Grand Prix – Entry List». Fédération Internationale de l'Automobile (en inglés). 17 de noviembre de 2023. Consultado el 17 de noviembre de 2023.
«2023 Abu Dhabi Grand Prix – Entry List». Fédération Internationale de l'Automobile (en inglés). 24 de noviembre de 2023. Consultado el 24 de noviembre de 2023.
39. ↑  «Russian Grand Prix to move from Sochi to Autodrom Igora Drive in St Petersburg in 2023». Fórmula 1 (en inglés). Formula One World Championship Limited. 26 de junio de 2021. Consultado el 30 de agosto de 2022.
40. ↑  Smith, Luke (3 de marzo de 2022). «La F1 rompe su contrato con el GP de Rusia también para el futuro». es.motorsport.com. Motorsport Network. Consultado el 30 de agosto de 2022.
41. ↑  «BREAKING: Las Vegas to host Formula 1 night race from 2023». Fórmula 1 (en inglés). Formula One World Championship Limited. 30 de marzo de 2022. Consultado el 1 de agosto de 2022.
42. ↑  Cooper, Adam (30 de septiembre de 2021). «Oficial: el GP de Qatar llega a la Fórmula 1 para muchos años». es.motorsport.com. Motorsport Network. Consultado el 1 de agosto de 2022.
43. ↑  «GP China - China renueva con la Fórmula 1 hasta 2025: ¿regresarán para 2023?». Motor.es. 6 de noviembre de 2021. Consultado el 2 de agosto de 2022.
44. ↑  Civera, Elia (2 de diciembre de 2022). «OFICIAL: La F1 confirma que el Gran Premio de China no se celebrará en 2023». SoyMotor.com. Consultado el 2 de diciembre de 2022.
45. 1 2  Matt Kew (17 de mayo de 2023). «La F1 cancela el GP de Emilia Romagna en Imola». Motorsport.com. Consultado el 17 de mayo de 2023.
46. ↑  «French GP promoter aims for F1 return after 2023 on “rotation” deal · RaceFans». RaceFans (en inglés británico). 25 de agosto de 2022. Consultado el 26 de agosto de 2022.
47. ↑  Iriondo, Emiliano (7 de diciembre de 2022). «Seis sprints confirmados en la F1 para 2023». Campeones. Consultado el 7 de diciembre de 2022.
48. ↑  «Sebastián Vettel anunció su retiro de la Fórmula 1 para el final de la temporada». Infobae. 28 de julio de 2022. Consultado el 1 de agosto de 2022.
49. ↑  «Oficial: Daniel Ricciardo saldrá de McLaren al término de la temporada». ESPN. 24 de agosto de 2022. Consultado el 24 de agosto de 2022.
50. ↑  Vázquez, Ana (23 de septiembre de 2022). «OFICIAL: Nicholas Latifi no seguirá en Williams tras 2022». SoyMotor.com. Consultado el 23 de septiembre de 2022.
51. ↑  «Schumacher and Haas to part ways at the end of 2022». Fórmula 1 (en inglés). Formula One World Championship Limited. 17 de noviembre de 2022. Consultado el 17 de noviembre de 2022.
52. ↑  Callejo, Alejandro (20 de octubre de 2022). «MoneyGram será el nuevo patrocinador principal de Haas a partir de 2023». Car and Driver. Consultado el 15 de diciembre de 2022.
53. ↑  Civera, Elia (27 de enero de 2023). «Orlen deja Alfa Romeo y se asocia con AlphaTauri; Stake, nuevo patrocinador del equipo de Hinwill». SoyMotor.com. Consultado el 27 de enero de 2023.
54. ↑  «Kick sustituye a Stake como patrocinador del equipo de F1 Alfa Romeo». Dexerto.es. 31 de marzo de 2023. Consultado el 8 de septiembre de 2023.
55. ↑  Faturos, Federico (25 de enero de 2023). «Haas será el primer equipo en presentarse para la F1 2023». lat.motorsport.com. Motorsport Network. Consultado el 25 de enero de 2023.
56. ↑  Civera, Elia (13 de enero de 2023). «Red Bull anuncia la fecha de presentación de su monoplaza de 2023». SoyMotor.com. Consultado el 13 de enero de 2023.
57. ↑  «Aston Martin desvela la fecha de presentación del AMR23». es.motorsport.com. Consultado el 16 de diciembre de 2022.
58. ↑  Ramírez, Luis (6 de enero de 2023). «McLaren anuncia la fecha de presentación de su F1 2023». español.motorsport.com. Motorsport Network. Consultado el 6 de enero de 2023.
59. ↑  «Ferrari se prepara para presentar su monoplaza en 2023». Car and Driver. 22 de diciembre de 2022. Consultado el 22 de diciembre de 2022.
60. ↑  «Mercedes da a conocer la fecha de presentación de su W14». SoyMotor.com. 12 de enero de 2023. Consultado el 12 de enero de 2023.
61. ↑  Alej, Por (28 de septiembre de 2022). «Bahréin confirma que será la sede de los test de pretemporada de F1 de 2023». Car and Driver. Consultado el 20 de noviembre de 2022.
62. ↑  «Verstappen edges out Alonso on first day of 2023 pre-season testing in Bahrain». Fórmula 1 (en inglés). Formula One World Championship Limited. 23 de febrero de 2023. Consultado el 23 de febrero de 2023.
63. ↑  «Zhou sets the fastest time on Day 2 of pre-season testing after Russell stops on track». Fórmula 1 (en inglés). Formula One World Championship Limited. 24 de febrero de 2023. Consultado el 24 de febrero de 2023.
64. ↑  «Perez and Red Bull fastest as 2023 pre-season testing comes to an end in Bahrain». Fórmula 1 (en inglés). Formula One World Championship Limited. 25 de febrero de 2023. Consultado el 25 de febrero de 2023.
65. ↑  Medland, Chris (28 de noviembre de 2023). «Ocon sets the pace as Russell car failure causes heavy crash in post-season Abu Dhabi test». Fórmula 1 (en inglés). Formula One World Championship Limited. Consultado el 28 de noviembre de 2023.
66. ↑  «2023 FIA Formula One World Championship calendar approved by WMSC». Federation Internationale de l'Automobile (en inglés). 20 de septiembre de 2022. Consultado el 20 de septiembre de 2022.
67. ↑  «Pirelli adds new tyre compound to F1 for 2023». Pirelli & C. S.p.A. (en inglés). 22 de noviembre de 2022.
68. ↑  «2023 Bahrain Grand Prix race report and highlights: Verstappen leads 1-2 in Bahrain season opener as Leclerc retires and Alonso takes final podium place in style» (en inglés). 5 de marzo de 2023. Consultado el 19 de junio de 2023.
69. ↑  «¡La FIA anula la sanción a Alonso! ¡Fernando recupera el podio perdido en Arabia Saudí!». La Sexta. 19 de marzo de 2023. Consultado el 19 de marzo de 2023.
70. 1 2  Matt Kew (2 de abril de 2023). «Australian GP red-flagged after Albon, Magnussen accidents». Motorsport.com. Consultado el 2 de abril de 2023.
71. ↑  «Ocon, acerca del incidente en boxes: "Una situación de locos"». GP blog. 30 de abril de 2023. Consultado el 1 de mayo de 2023.
72. ↑  «La FIA tras la peligrosa situación de Bakú: "Tomar medidas inmediatas"». GP Blog. 30 de abril de 2023. Consultado el 1 de mayo de 2023.
73. ↑  «Leclerc, 'muy decepcionado' consigo mismo: "Imbatible"». GPblog.com. 6 de mayo de 2023. Consultado el 8 de mayo de 2023.
74. ↑  «Verstappen remonta hasta la victoria en Miami y da un golpe en la mesa; podio de Alonso». SoyMotor.com. 7 de mayo de 2023. Consultado el 7 de mayo de 2023.
75. ↑  «Verstappen domina Mónaco en todas sus condiciones; Alonso, segundo». Soy Motor - soymotor.com. 28 de mayo de 2023. Consultado el 29 de mayo de 2023.
76. ↑  «Un gran Alonso es segundo contra Verstappen y la lluvia». As.com. 28 de mayo de 2023. Consultado el 29 de mayo de 2023.
77. ↑  Canales Bermúdez, Rubén (4 de junio de 2023). «Max Verstappen domina en España ante el resurgir de los Mercedes». Car and Driver. Consultado el 4 de junio de 2023.
78. ↑  Jake Boxall-Legge (18 de junio de 2023). «F1 Canadian GP: Verstappen takes pole in wet qualifying, Hulkenberg second» (en inglés). Autosport.
79. ↑  «Max Verstappen se queda con la ‘pole position’ del GP de Canadá de la Fórmula 1». Radio ADN. 17 de junio de 2023. Consultado el 20 de junio de 2023.
80. ↑  «Max Verstappen hizo historia en Canadá: igualó una marca de Senna y le dio a Red Bull su victoria N° 100 en la Fórmula 1». Infobae. 18 de junio de 2023. Consultado el 18 de junio de 2023.
81. ↑  Matt Kew (3 de julio de 2023). «FIA unable to review 1200 potential F1 track limit offences in Austrian GP» (en inglés). Autosport.
82. 1 2  «La FIA anuncia penalizaciones tras una queja de Aston Martin en Austria: Sainz, sancionado, Alonso gana plaza y 30" a Ocon». Mundo Deportivo. 2 de julio de 2023. Consultado el 2 de julio de 2023.
83. ↑  «¡Aston Martin presenta una protesta por el resultado del GP de Austria en busca de más sanciones!». .mundodeportivo.com. 2 de julio de 2023. Consultado el 5 de julio de 2023.
84. ↑  Marchi, Fabio (2 de julio de 2023). «Verstappen supera a Senna en Austria y gana con una superioridad insultante». Mundo Deportivo. Consultado el 2 de julio de 2023.
85. ↑  «Alpine lo vuelve a hacer: los dos KO en la primera curva». Marca.com (España). 23 de julio de 2023. Consultado el 24 de julio de 2023.
86. ↑  «Steiner: “Ha sido un fin de semana muy decepcionante”». fanat1cos.com. 9 de julio de 2023. Consultado el 10 de julio de 2023.
87. ↑  «Verstappen conquista el GP de Gran Bretaña y Norris le cierra la puerta a Hamilton». Mundo Deportivo. 9 de julio de 2023. Consultado el 10 de julio de 2023.
88. ↑  «Lando Norris 'hace un Sergio Ramos'... descorcha el champán y se carga el trofeo de Verstappen». Marca.com (España). 23 de julio de 2023. Consultado el 24 de julio de 2023.
89. ↑  «Amo y señor de la Fórmula 1: Max Verstappen da una paliza en GP de Bélgica y acaricia el tricampeonato». BioBioChile.cl. 30 de julio de 2023. Consultado el 30 de julio de 2023.
90. ↑  «Celebra en casa y roza el ’Tri’: Max Verstappen gana el GP de Países Bajos de F1 y Alonso fue segundo». Radio Bio Bio. 27 de agosto de 2023. Consultado el 28 de agosto de 2023.
91. ↑  «Carlos Sainz: "Hemos sufrido mucho aquí, hemos sido muy lentos"». Marca.com España. Consultado el 28 de agosto de 2023.
92. ↑  «Fernando Alonso regresa al podio en Zandvoort: “Tenía pensado atacar a Verstappen”». Car and Driver. Consultado el 28 de agosto de 2023.
93. ↑  «Yuki Tsunoda tuvo problemas mecánicos y tuvo que abandonar el GP de Italia». Medio Tiempo. 3 de septiembre de 2023. Consultado el 3 de septiembre de 2023.
94. ↑  «Uno más y contando: Max Verstappen conquistó el Gran Premio de Italia». 442. 3 de septiembre de 2023. Consultado el 3 de septiembre de 2023.
95. ↑  «OFICIAL: Lance Stroll no correrá el GP de Singapur». SoyMotor.com. 17 de septiembre de 2023. Consultado el 17 de septiembre de 2023.
96. ↑  «Histórica victoria de Carlos Sainz en Singapur que rompe la racha de Red Bull». Car and Driver. 17 de septiembre de 2023. Consultado el 18 de septiembre de 2023.
97. ↑  «Las sanciones de la FIA quedan en evidencia tras la inédita jugada de Sergio Pérez y Red Bull». Car and Driver. 24 de septiembre de 2023. Consultado el 26 de septiembre de 2023.
98. ↑  «Verstappen gana en Japón y campeonato para Red Bull, Checo Pérez retirado». lat.motorsport.com. Motorsport Network. 24 de septiembre de 2023. Consultado el 24 de septiembre de 2023.
99. ↑  «El brutal accidente que acabó con la carrera de Sergio Pérez: "Era el lugar erróneo y el momento equivocado"». Car and Driver. 08/10/2023. Consultado el 12 de octubre de 2023.
100. ↑  «Así fue cómo Logan Sargeant acabó teniendo que abandonar en Qatar tras más de media carrera luchando». 09/10/2023. Consultado el 12 de octubre de 2023.
101. ↑  «La FIA tomará medidas tras las condiciones de calor extremo del Gran Premio de Qatar». Car and Driver. 10 de octubre de 2023. Consultado el 13 de octubre de 2023.
102. ↑  «Victoria magistral de Max Verstappen en el caos de Qatar con doble podio de McLaren; Fernando Alonso, sexto». Car and Driver. 8/10/2023. Consultado el 13 de octubre de 2023.
103. ↑  «OFICIAL: Hamilton y Leclerc, descalificados por irregularidades en las ‘planchas’ de madera». SoyMotor.com. 22 de octubre de 2023. Consultado el 22 de octubre de 2023.
104. ↑  «Lewis Hamilton y Charles Leclerc, excluidos de carrera: Carlos Sainz hereda el podio en Estados Unidos». Car and Driver. 22 de octubre de 2023. Consultado el 23 de octubre de 2023.
105. ↑  «Max Verstappen remonta pese a los problemas en Estados Unidos y supera la presión de Lewis Hamilton». Car and Driver. 22 de octubre de 2023. Consultado el 23 de octubre de 2023.
106. ↑  Mitchell, Rory; Gale, Ewan (29 de octubre de 2023). «F1 takes action after fan violence at Mexican Grand Prix» (en inglés). RacingNews365. Archivado desde el original el 30 de octubre de 2023. Consultado el 30 de octubre de 2023.
107. ↑  «Verstappen charges to record 16th win of the season after Perez's opening lap crash in Mexico» (en inglés). Formula 1. 29 de octubre de 2023. Archivado desde el original el 30 de octubre de 2023. Consultado el 30 de octubre de 2023.
108. ↑  «Max Verstappen obtiene la pole en el Gran Premio de Brasil con resurrección de Aston Martin». Car and Driver. 3 de noviembre de 2026. Consultado el 6 de noviembre de 2023 (UTC).
109. 1 2  «Fernando Alonso hace magia para regresar al podio en el Gran Premio de Brasil; Carlos Sainz 6º». Car and Driver. 5 de noviembre de 2023. Consultado el 5 de noviembre de 2023 (UTC-3).
110. ↑  «Max Verstappen ganó el Gran Premio de San Pablo de Fórmula 1 y superó un récord de Alain Prost». Infobae. 5 de noviembre de 2023. Consultado el 5 de noviembre de 2023.
111. ↑  Andrew Benson (17 de noviembre de 2023). «F1 Las Vegas Grand Prix: Practice sessions chaotic with track problems» (en inglés). BBC Sport. Consultado el 17 de noviembre de 2023.
112. ↑  «Lando Norris: How McLaren driver suffered huge accident at Las Vegas GP after first DNF of 2023 F1 season» (en inglés). Sky Sports. 10 de noviembre de 2023. Consultado el 20 de noviembre de 2023.
113. ↑  Sean Kelly (19 de noviembre de 2023). «Best facts and stats from the Las Vegas Grand Prix» (en inglés). Formula 1. Consultado el 20 de noviembre de 2023.
114. ↑  «El Gran Premio de Abu Dhabi de la Fórmula 1, otra victoria más para el aplastante Max Verstappen». La Nación. 26 de noviembre de 2023. Consultado el 26 de noviembre de 2023.
115. ↑  «2023 RACE RESULTS». Fórmula 1 (en inglés). Formula One World Championship Limited. Consultado el 3 de marzo de 2023.
116. ↑  «2023 Driver Standings». Fórmula 1 (en inglés). Formula One World Championship Limited. Consultado el 3 de marzo de 2023.
117. ↑  «2023 Constructor Standings». Fórmula 1 (en inglés). Formula One World Championship Limited. Consultado el 3 de marzo de 2023.